# Artà
Pour les articles homonymes, voir Arta.
Artà, en catalan et officiellement (Artá en castillan), est une commune d'Espagne de l'île de Majorque dans la communauté autonome des Îles Baléares. C'est une des cinq comarques du Llevant. La commune comprend six localités : Artà, localité principale et siège de mairie, Colònia de Sant Pere (ca), Betlem (de), Montferrutx, S'Estanyol et Sant Pere.

## Géographie

### Situation

Localisation de l'île Majorque dans les Îles Baléares.
Localisation d'Artà dans l'île de Majorque.
Localisation de la comarque du Llevant dans l'île de Majorque.

Située à l'extrême nord-oriental de l'île de Majorque, à 72 km de la ville de Palma de Majorque, la commune d'Artà a une superficie de 139,63 km2, dont plus de la moitié est occupée par la Serra Artana ou Massís d’Artà, le massif le plus haut et compact du massif de Llevant (Serres de Llevant (ca) ou Serra de Llevant en catalan, Sierra de Levante en castillan). Les altitudes maximales correspondent à la Talaia Freda (ca) (561 m) et au Puig de Ferrutx (ca) également appelé Puig Ferrutx ou Bec de Ferrutx (519 m), le Puig d'en Xoroi (489 m), le Puig des Porrassar (481 m), le Puig de Sa Tudossa (444 m) et la Talaia Morella (ca) également appelée Puig de Talaia Morella, Talaia Moreia, Sa Talaia Moreia, Puig de Son Morei, ou Son Morei (432 m).
La municipalité d'Artá, située dans la partie ouest de la péninsule d'Artà, est bordée à l'ouest par la baie d'Alcudia (Badia d'Alcudia) et au nord par le canal de Minorque, la mer de 36 km qui sépare Majorque de l'île voisine de Minorque.

### La côte

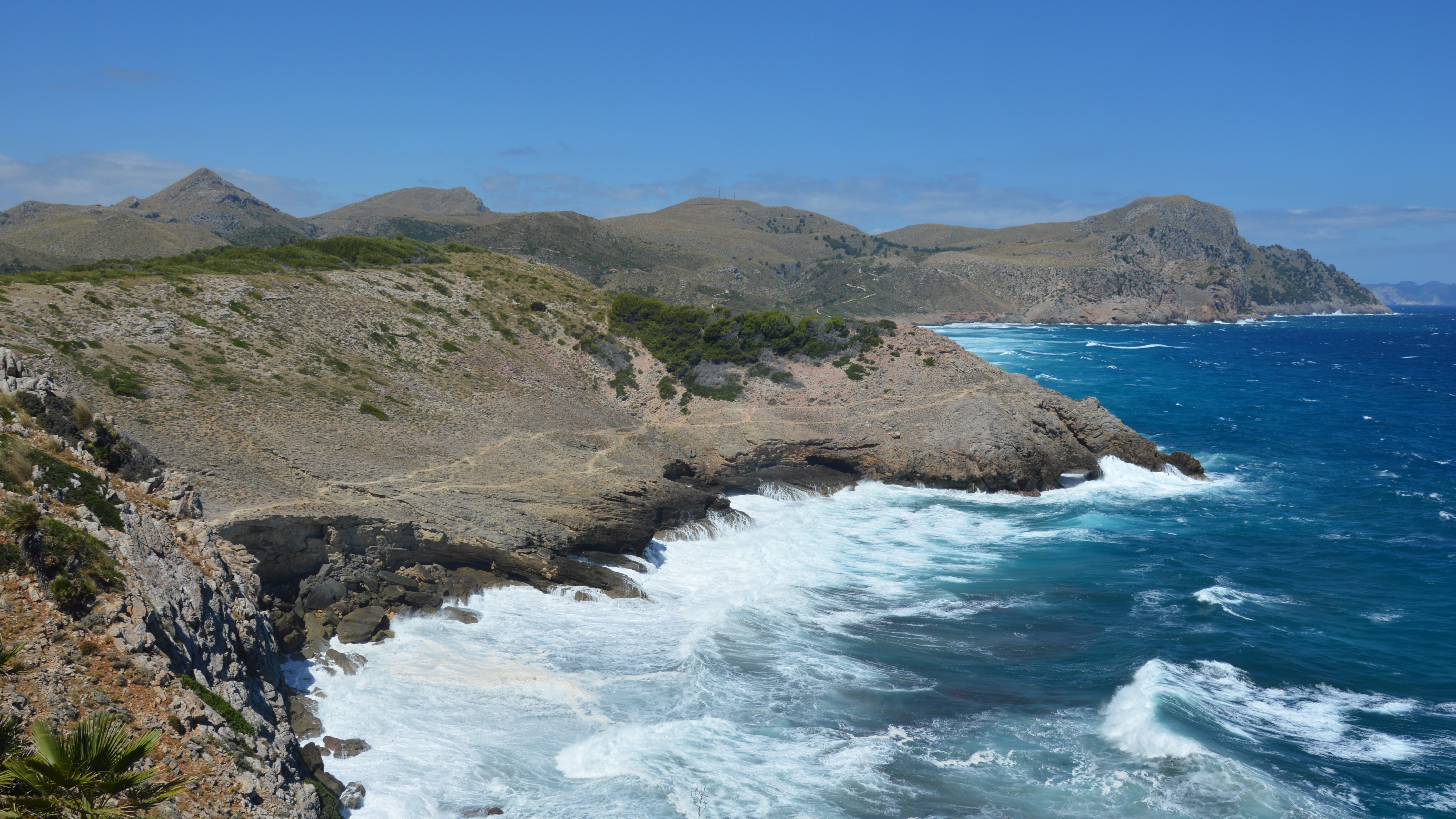
Le Cap Ferrutx au deuxième plan, coiffé de la Torre de Talaia Moreia.

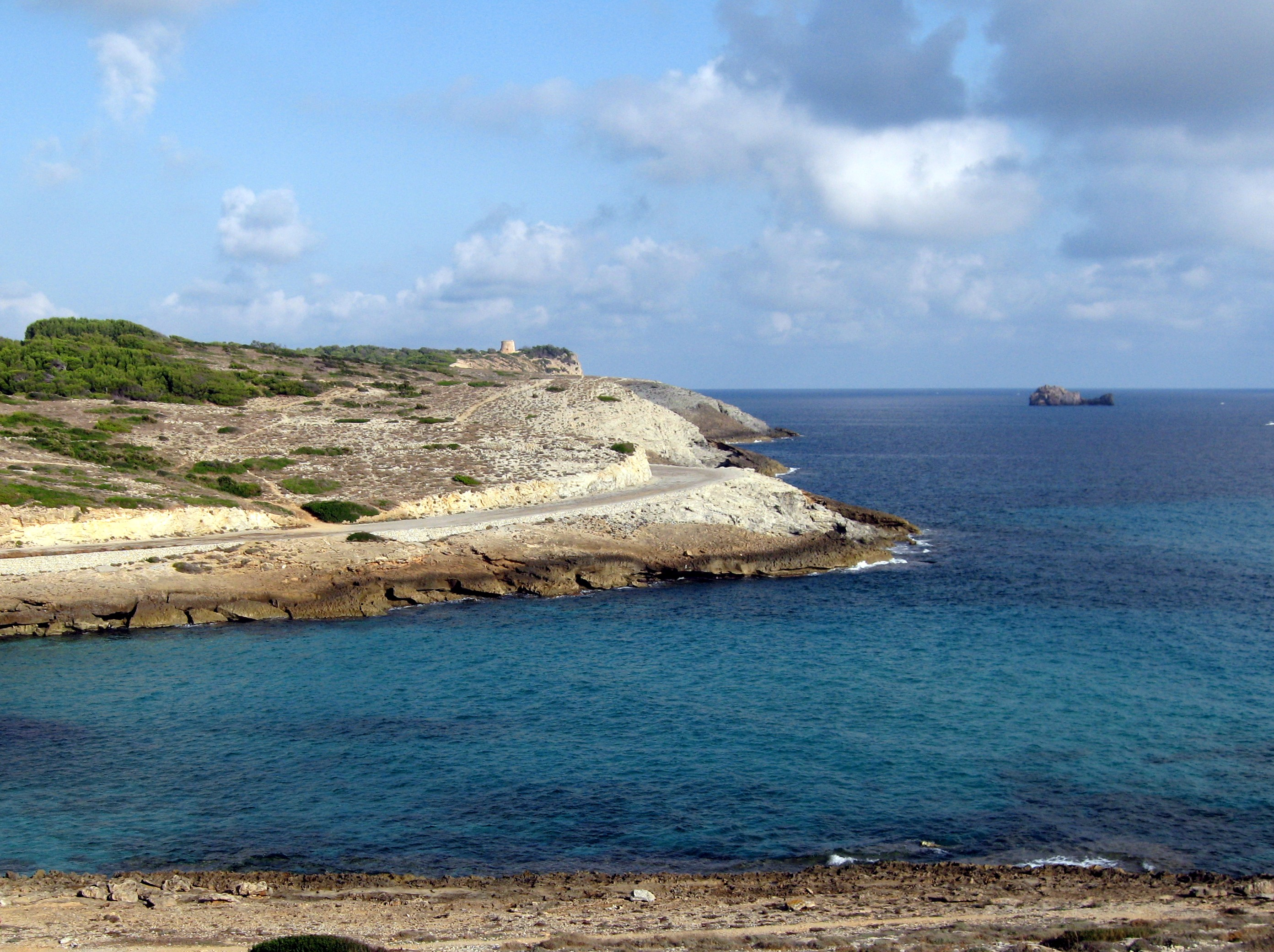
La Cala Mitjana (côte nord d'Artà) avec la Torre d'Aubarca au loin et le Faralló d'Aubarca (îlot) à droite.

La côte d'Artà, qui s'étend sur plus de 25 km, a été épargnée jusqu'à présent du développement touristique et immobilier, raison pour laquelle elle reste, à de nombreux endroits, de nature sauvage et presque intacte. On y trouve la plage et la formation dunaire de la Canova, la plaine côtière de la Colònia de Sant Pere (ca) et les hautes falaises du Cap Ferrutx (ca), refuge de quelques-unes des espèces les plus rares de la flore et la faune insulaire, comme le balbuzard pêcheur ou le faucon pèlerin. Cette côte comprend également tout un ensemble de petites criques avec des plages de sable, qui vont de l'Arenalet d'Albarca (de) jusqu'à Cala Torta (de), au milieu desquelles on trouve la Torre d'Aubarca (de) (nom catalan d'une tour fortifiée) et le Faralló d'Aubarca (de) (nom catalan d'un îlot).

### La vallée
Le paysage de la vallée, où l'on peut encore voir des extensions isolées de chênes, est caractérisé par de petites parcelles limitées par des murs en pierres sèches (marges en catalan) typiques de l'île de Majorque, dans lesquelles on pratique la culture des amandiers, des figuiers et des caroubiers.

### La montagne
La Serra Artana ou Massís d'Artà, située sur la commune d'Artà, est le massif le plus élevé des Serres de Llevant (Sierra de Levante en castillan). Les altitudes les plus élevées correspondent à la Talaia Freda (ca) ou Puig de la Talaia Freda (561 m) et au Puig de Ferrutx (de) (519 m), également appelé Puig de Farrutx ou Bec de Ferrutx.

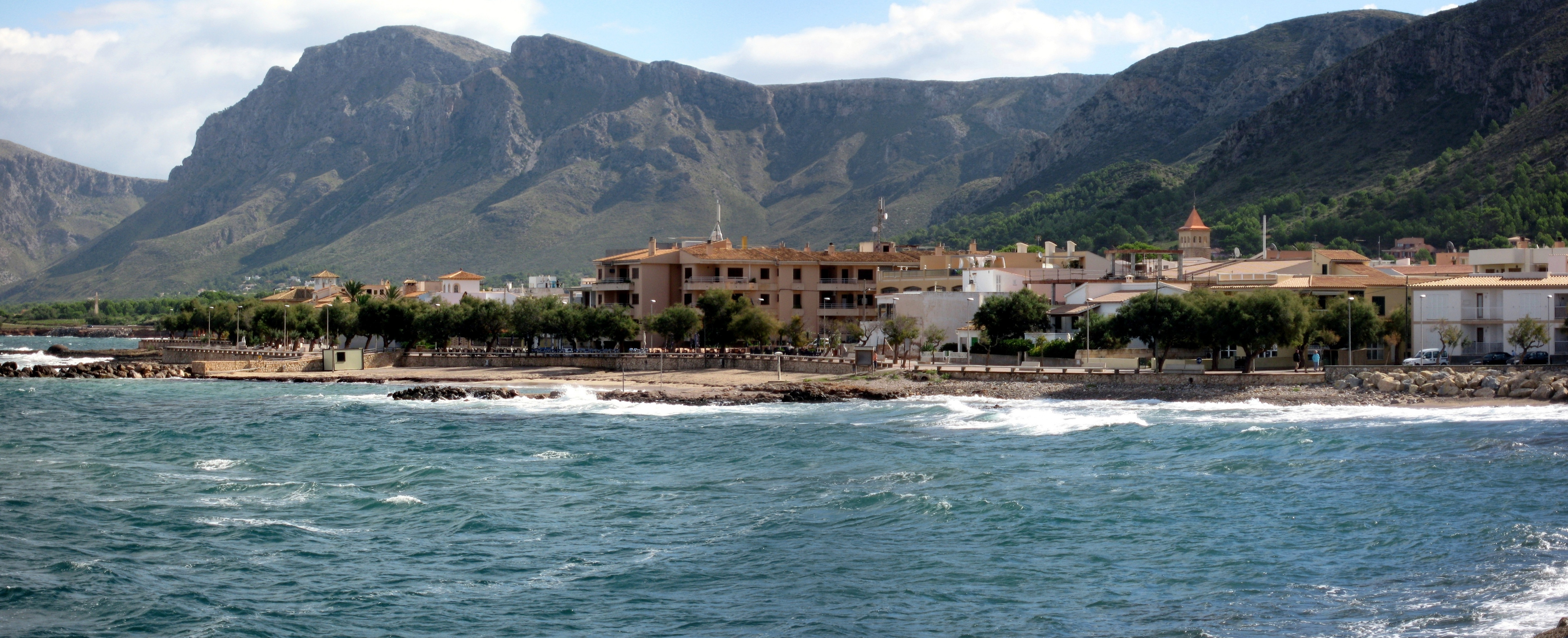
Serra Artana ou Massís d'Artà derrière la localité de Colònia de Sant Pere
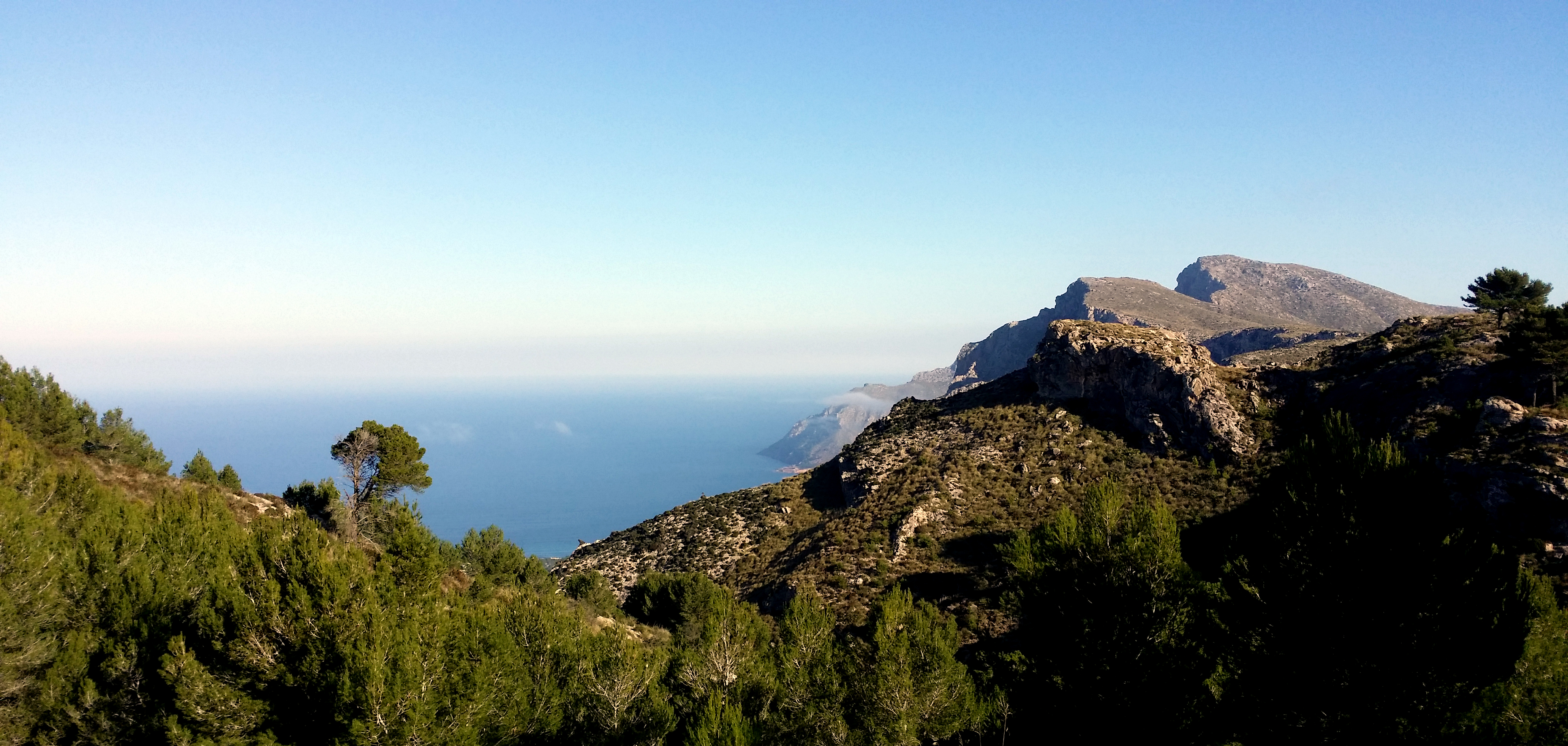
Sa Talaia Freda
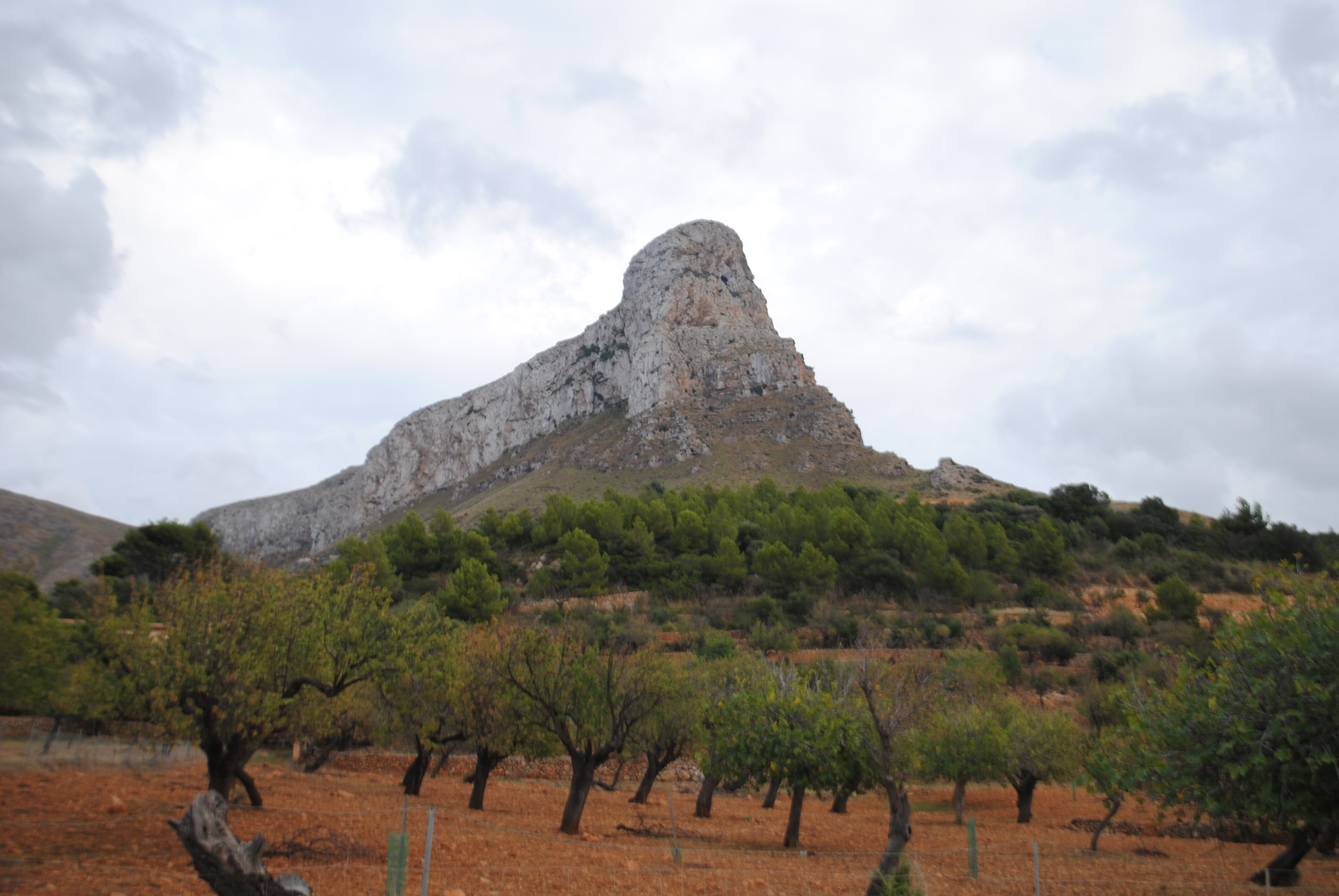
Puig de Ferrutx ou Bec de Ferrutx

Dans la montagne prédomine la culture des oliviers, aujourd'hui presque abandonnée, installée sous forme de parcelles en terrasses (marjades (ca) en catalan) en terrain pentu grâce à la construction des murs de soutènement en pierres sèches (marges). La végétation naturelle comprend de grandes étendues d'ampelodesme de Mauritanie, de palmiers nains (margalló, bargalló ou garballó en catalan), de pins, de broussailles et de buissons. Ce paysage de montagne est jalonné de nobles bâtiments des anciennes possessions (riches domaines agricoles), symbole de l'importance qu'ont depuis longtemps les activités agricoles.

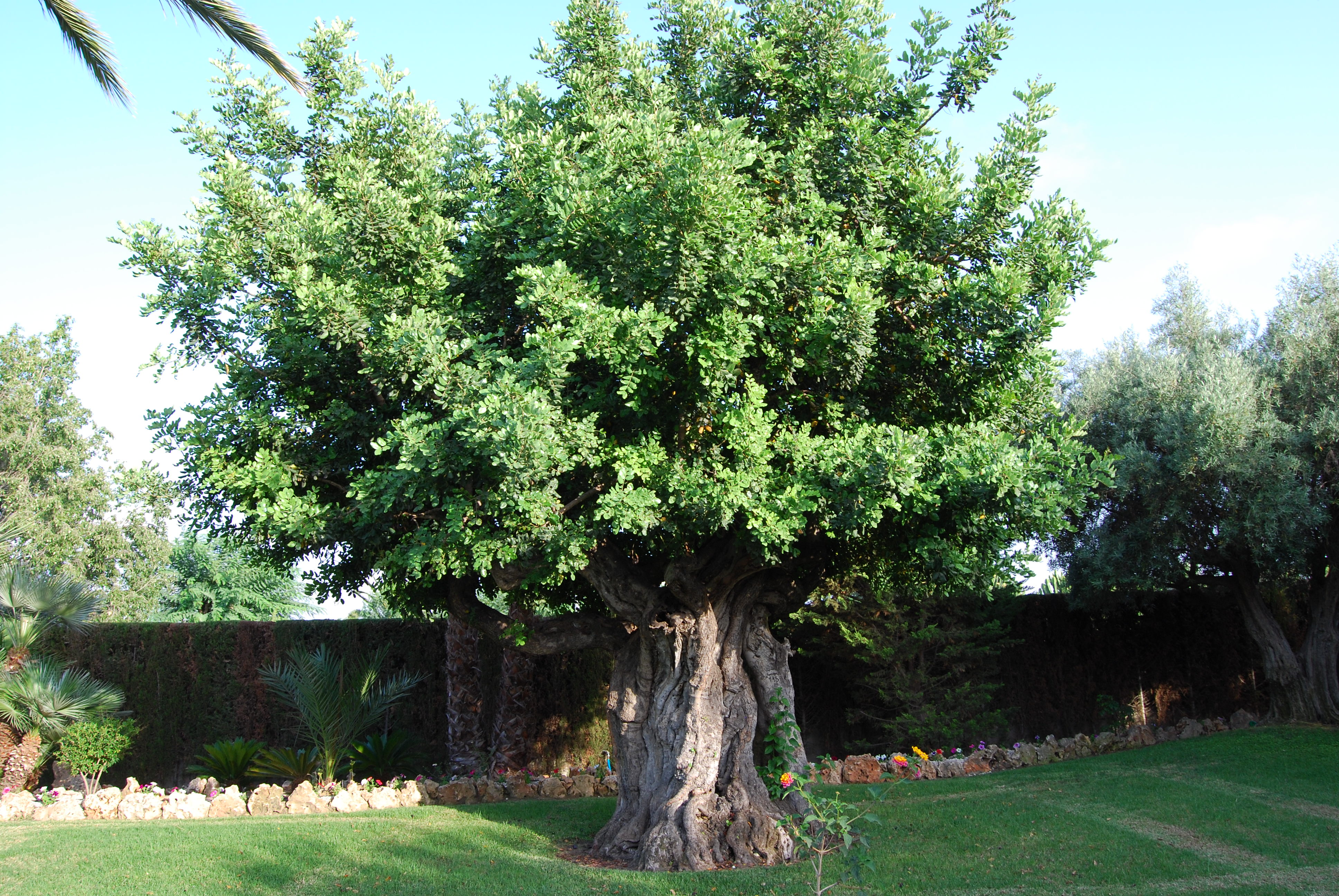
Caroubier (algarrobo en castillan)
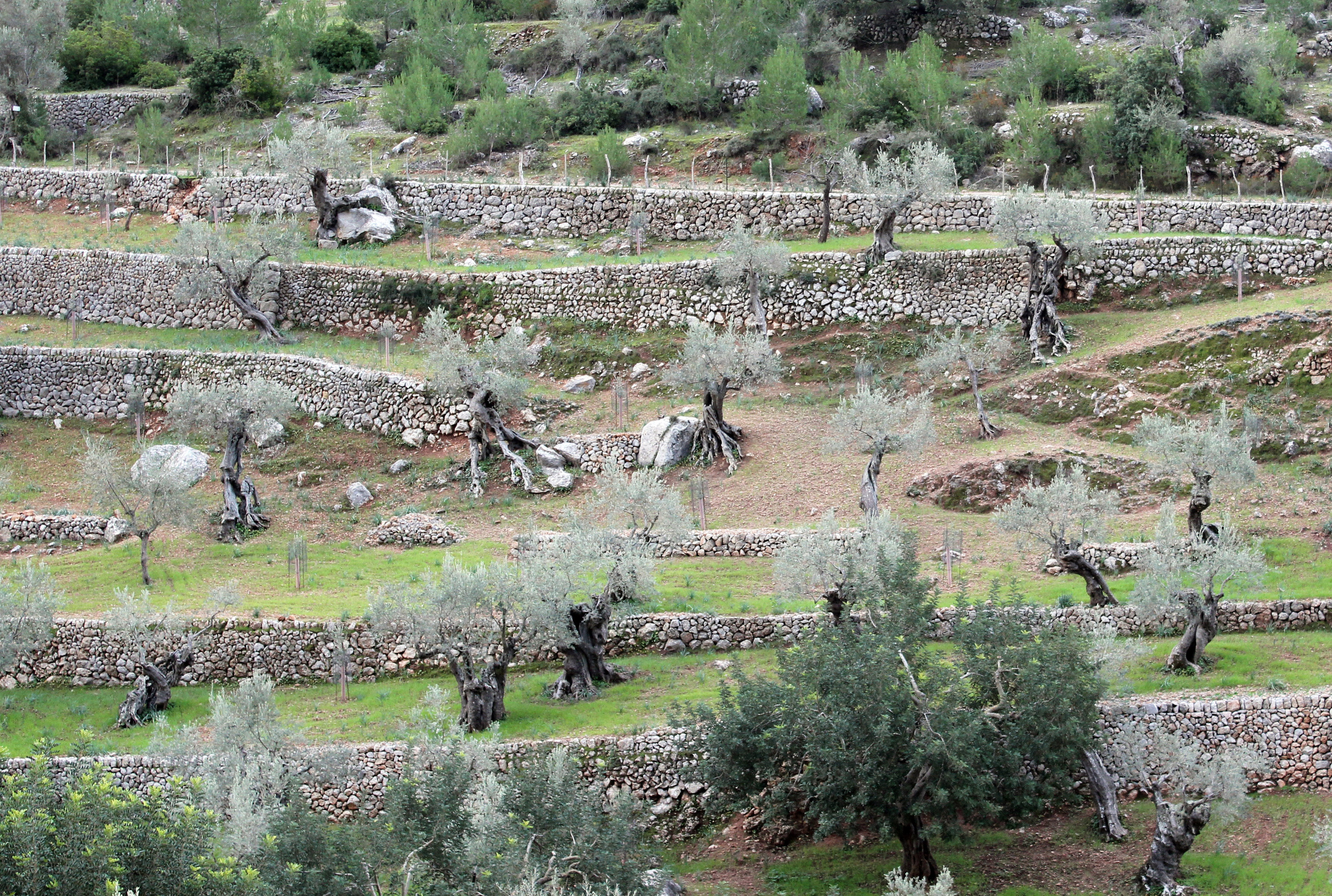
Culture des oliviers en terrasses de pierres sèches
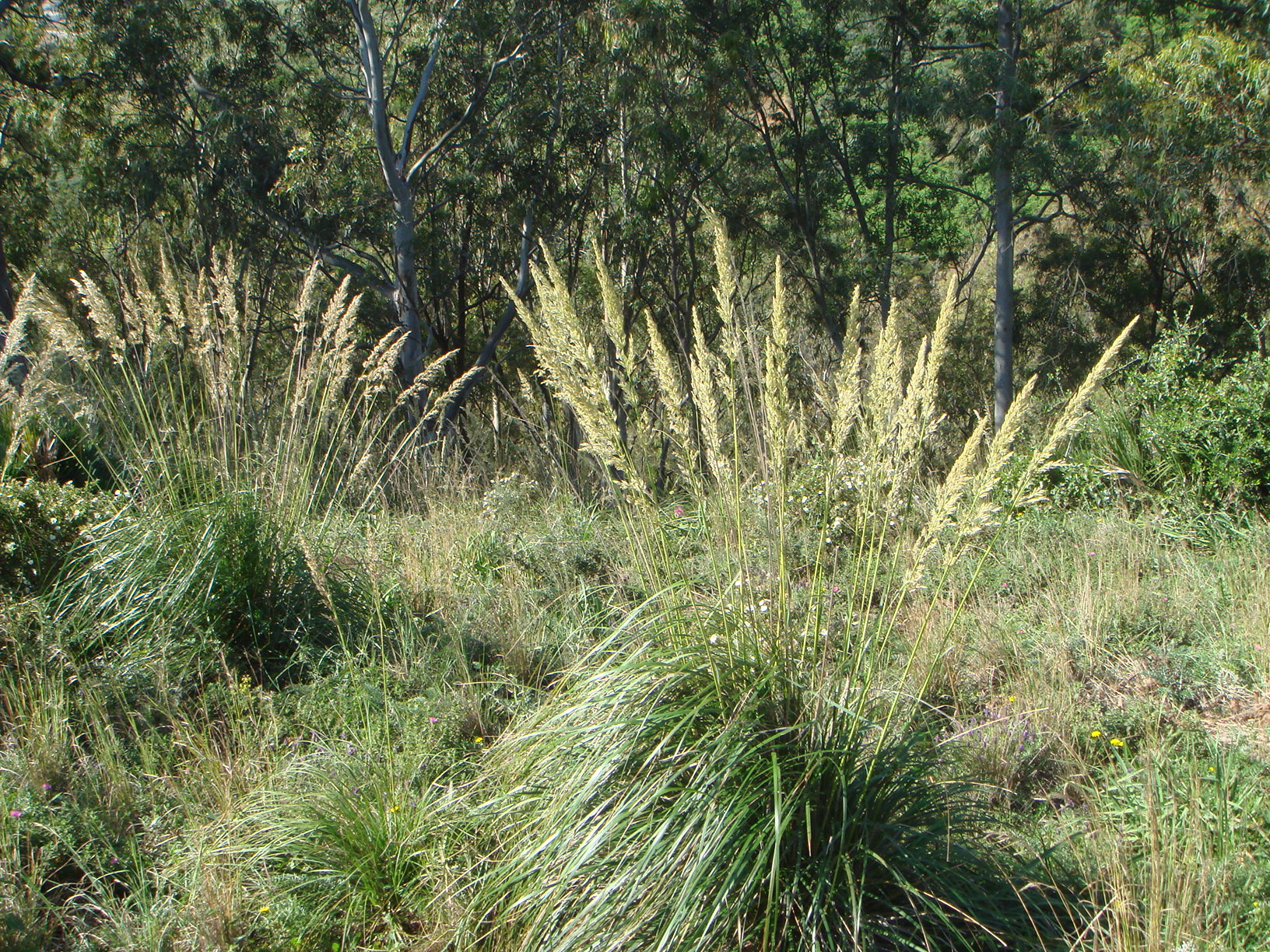
Ampelodesme de Mauritanie
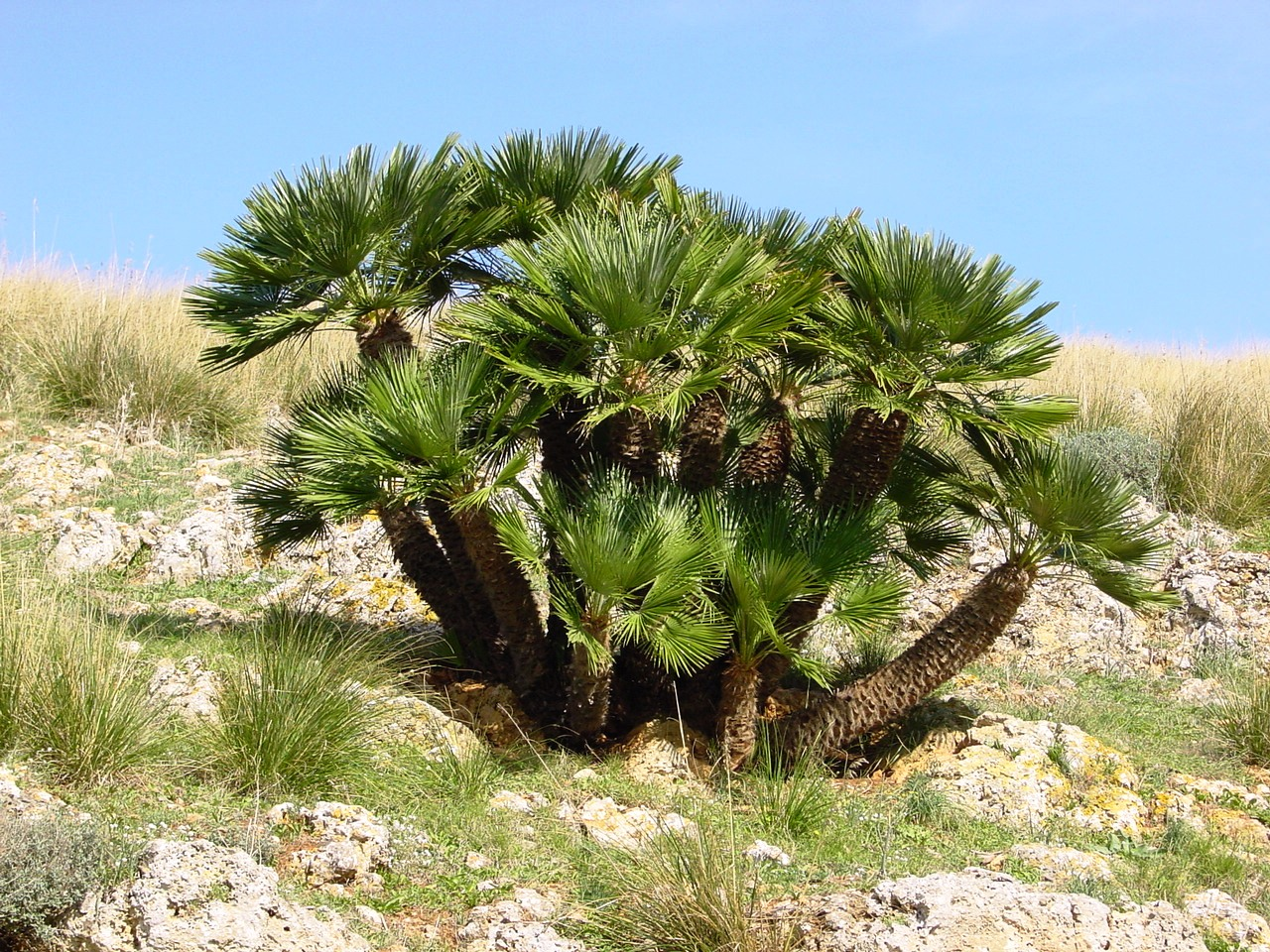
Palmier nain

### Flore et plantes
La flore des îles Baléares (ca) comprend environ 1 500 espèces dont environ 150 sont endémiques. Elle est concentrée dans les falaises rocheuses côtières et dans les broussailles, et les forêts endémiques sont rares. Parmi les plantes endémiques, on trouve : la sabline à grandes fleurs (Arenaria grandiflora ssp. glaberescens (es)), la globulaire commune (Globularia cambessedesii (sv)), le millepertuis des Baléares (Hypericum balearicum), la Paeonia cambessedesii (en) (variété de pivoine), la digitale minor (Digitalis minor (es)), le Dianthus rupicola ssp. bocchoriana (variété d'œillet), la Ginesta dorycnifolia (variété de genêt), le lotier tétraphylle (Lotus tetraphyllus), l'Erodium reichardii (variété de bec de cigogne), l'Ophrys × heraultii (variété d'orchidée), l'asperge blanche (Asparagus albus) et le panicaut maritime ou chardon des dunes (Eryngium maritimum).

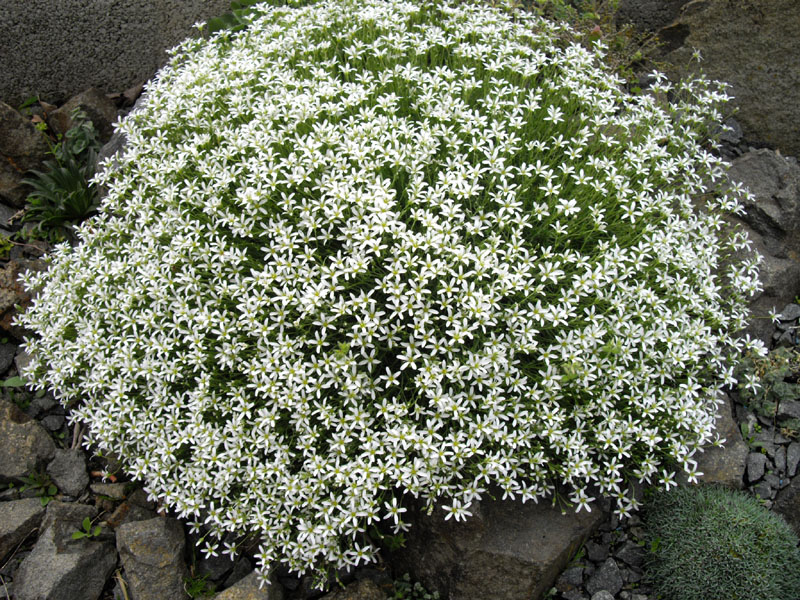
Sabline à grandes fleurs
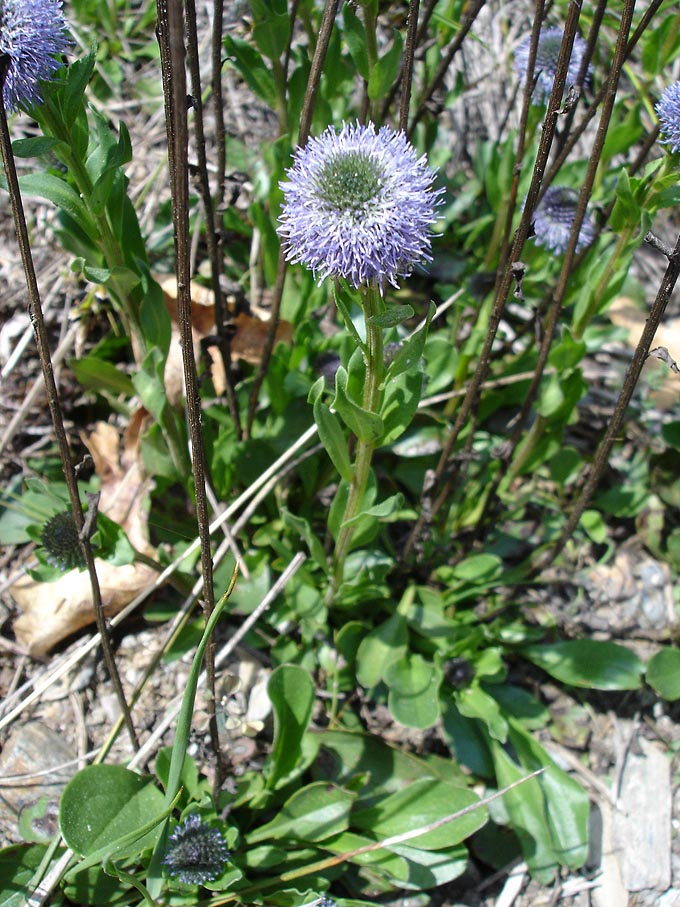
Globulaire commune
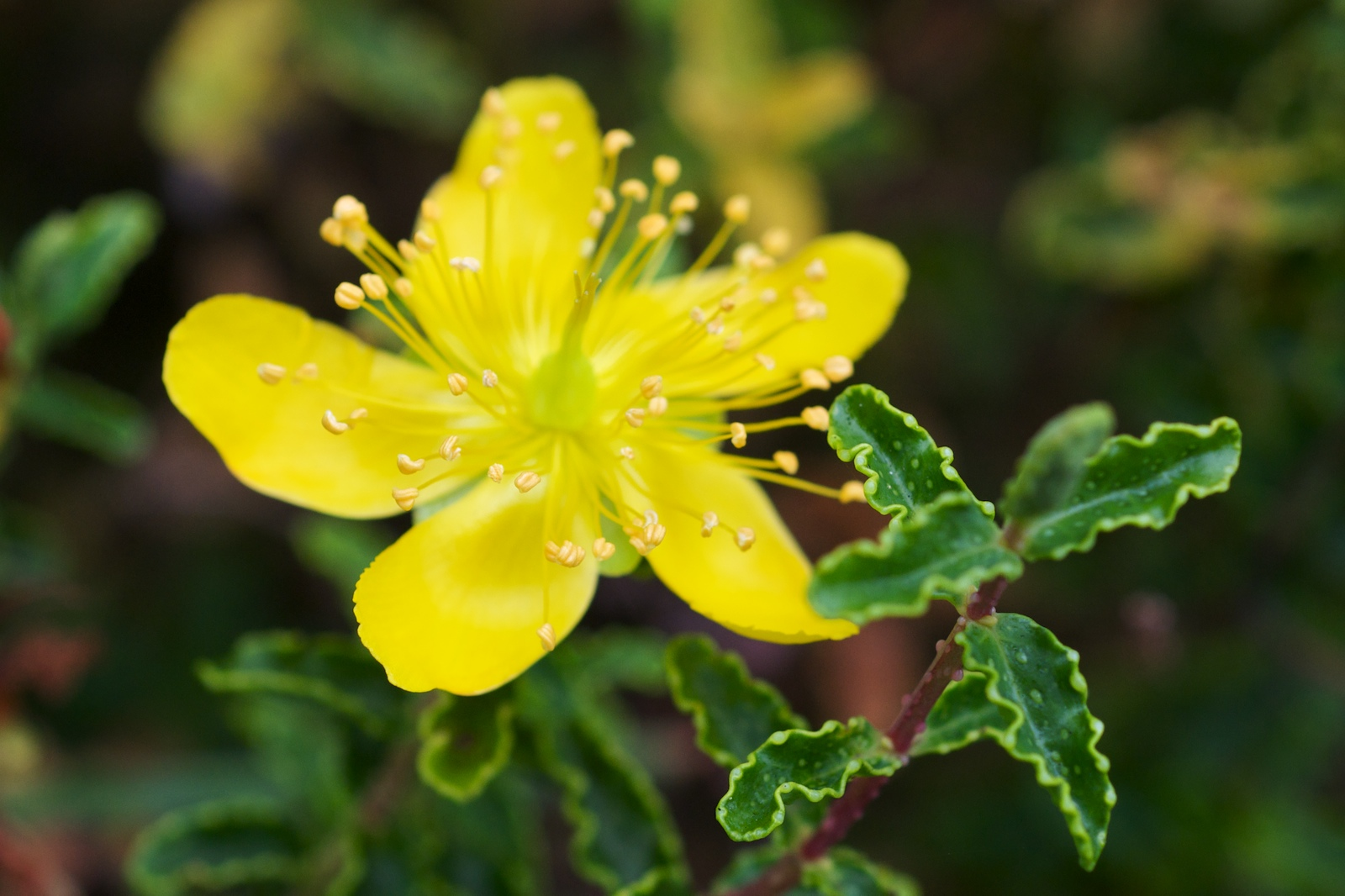
Millepertuis des Baléares
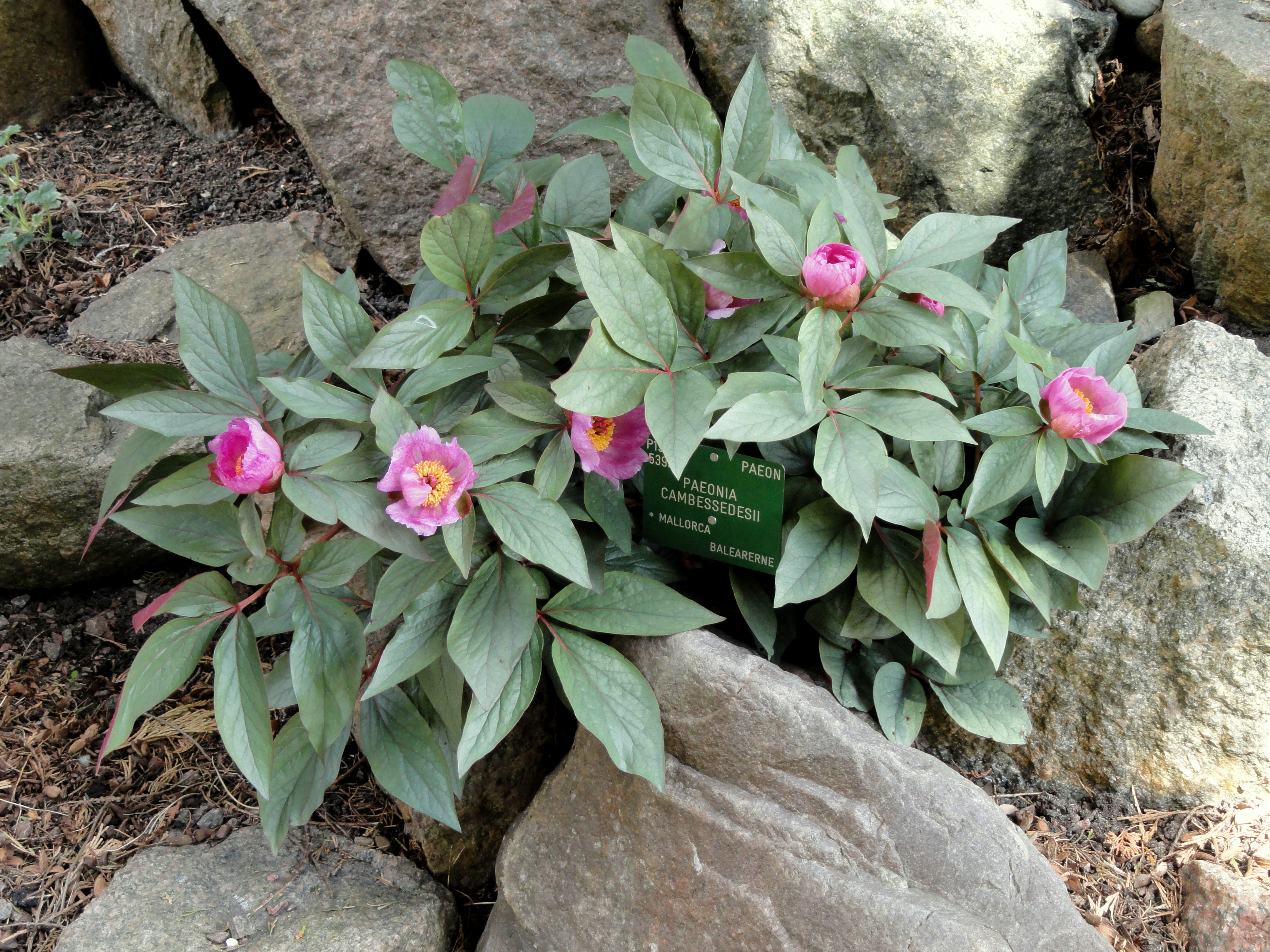
Paeonia cambessedesii (pivoine)

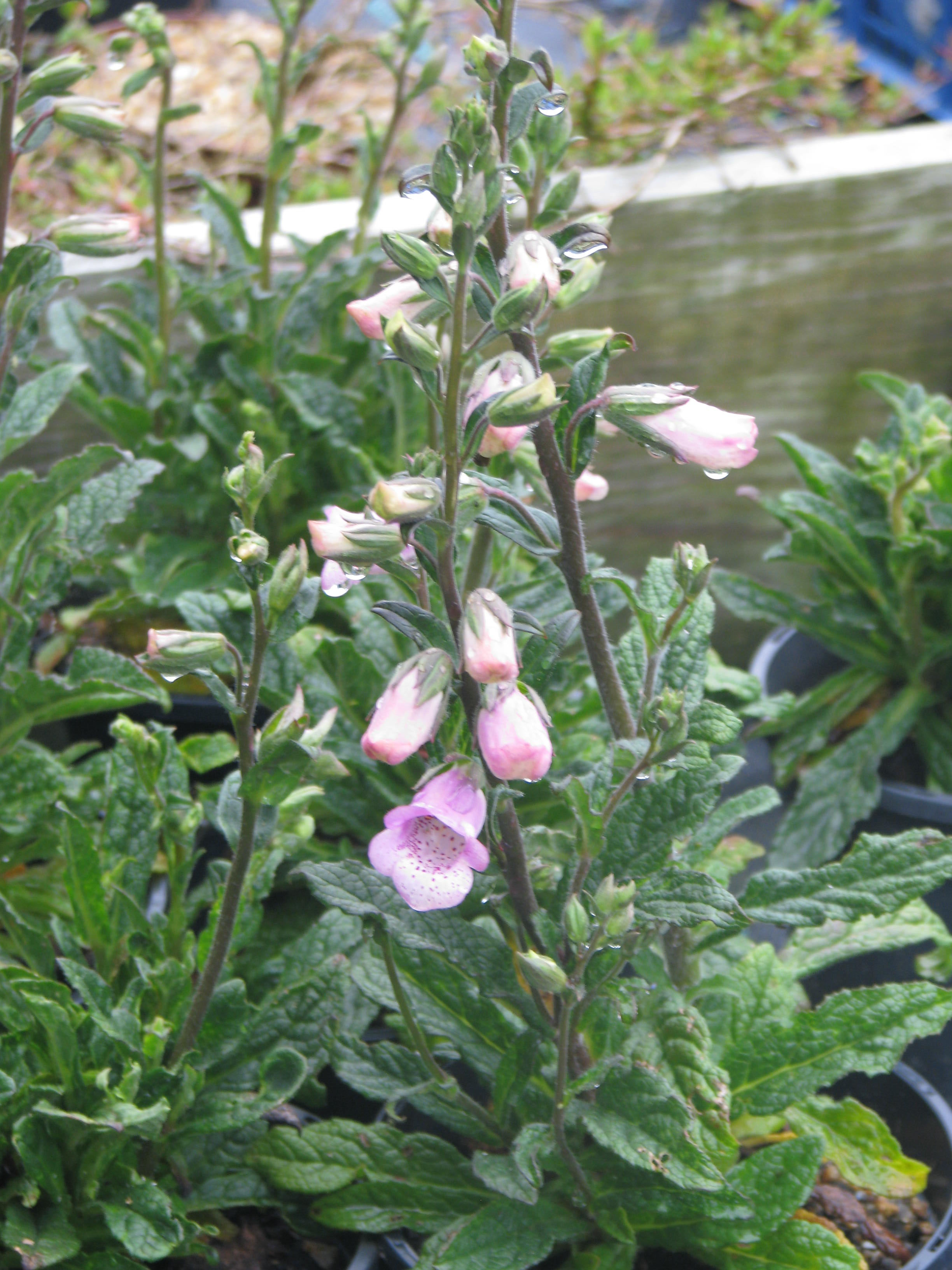
Digitalis minor
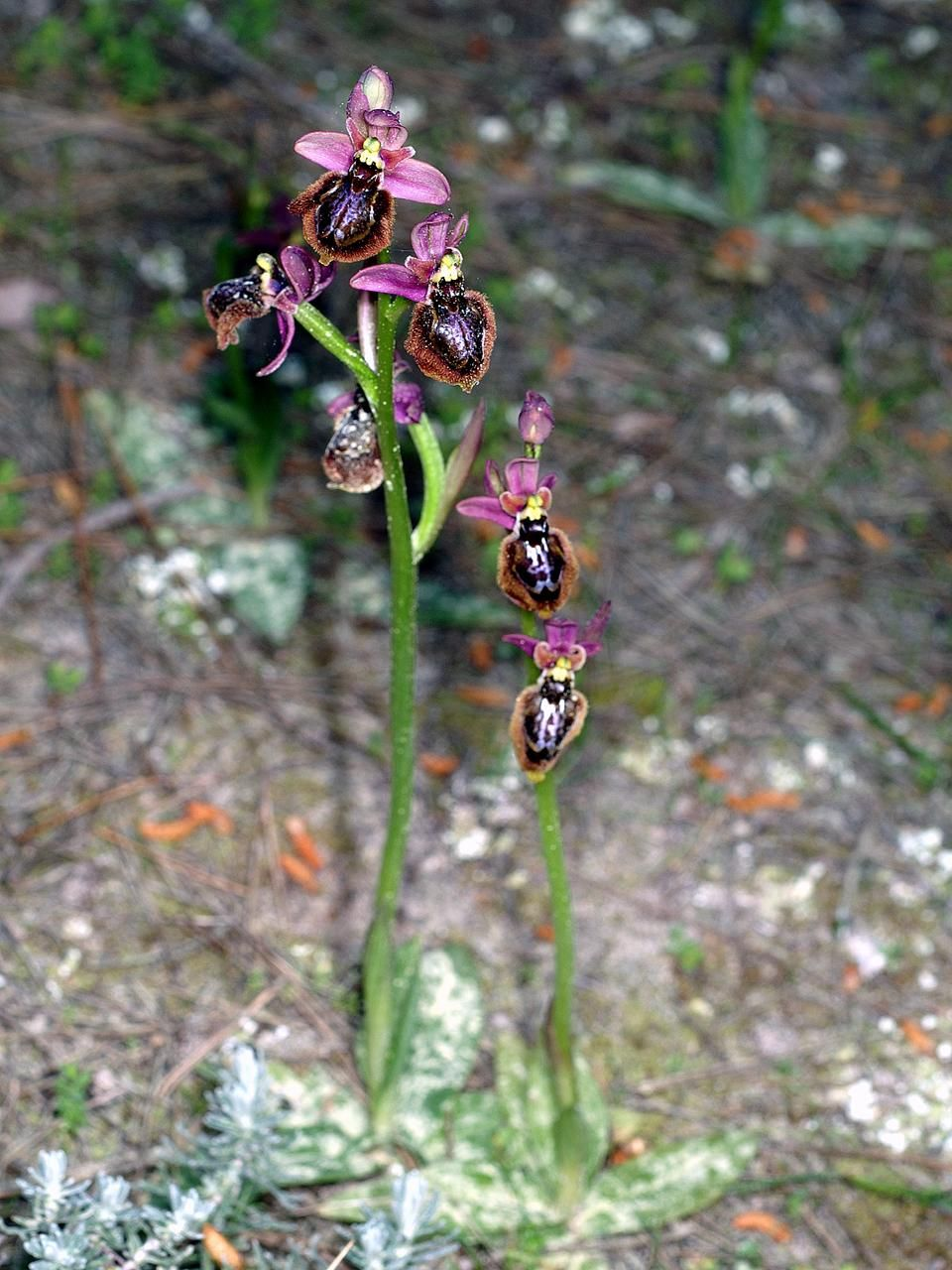
Ophrys ×heraultii
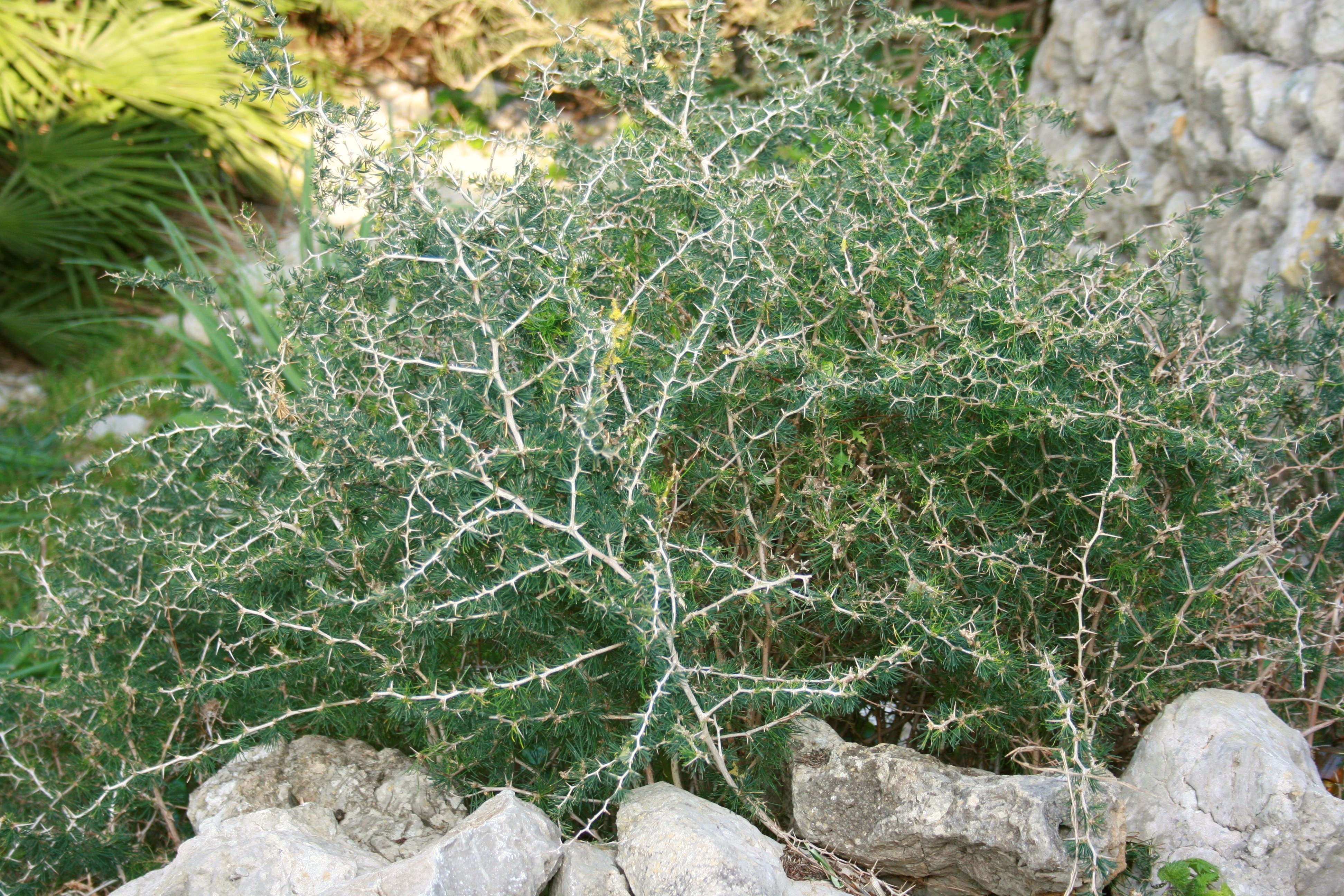
Asperge blanche
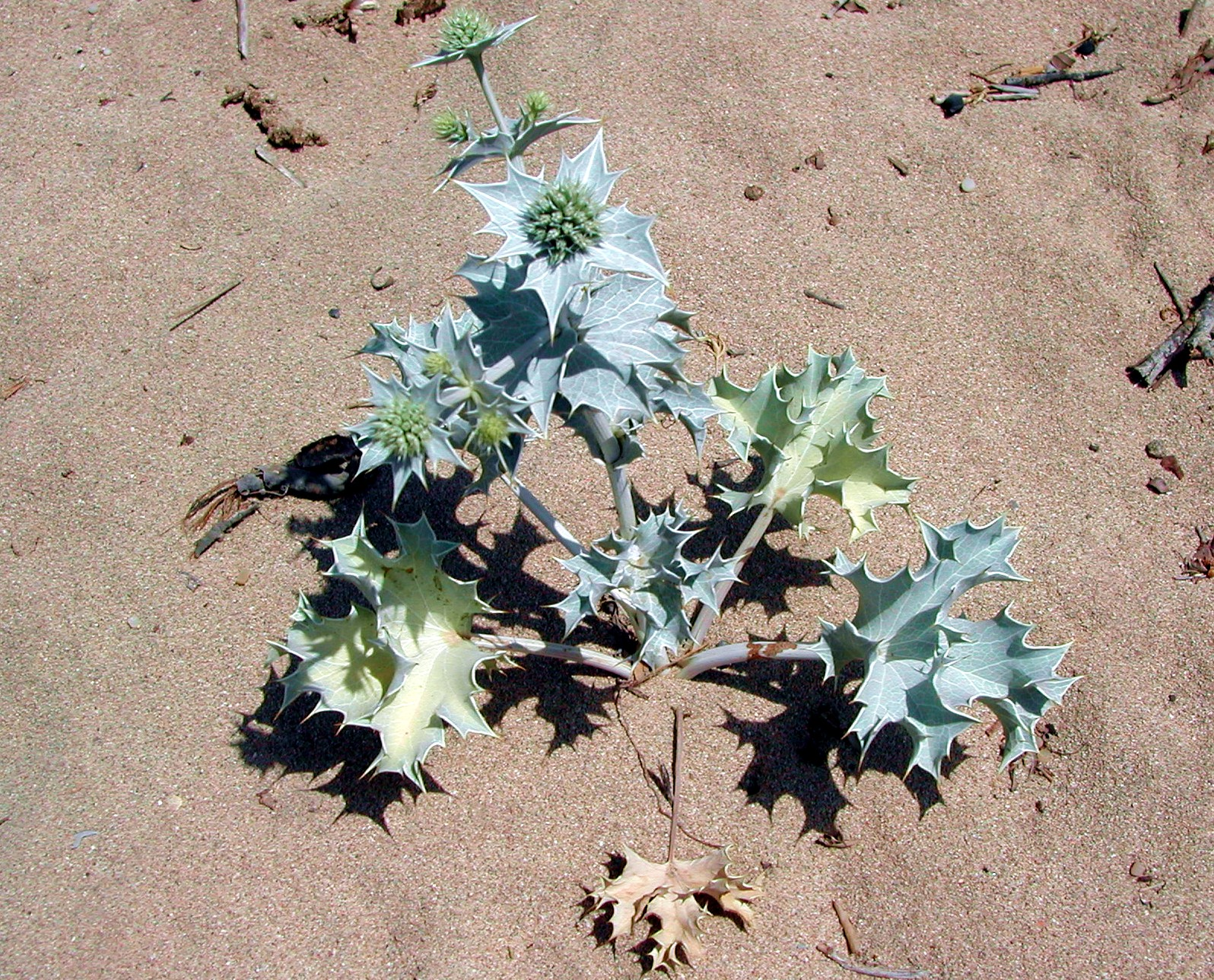
Panicaud maritime ou Chardon des dunes

### Les communes limitrophes
La commune d'Artà est bordée à l'est et au sud-est par les communes de Capdepera et de Son Servera, au sud par la commune de Sant Llorenç des Cardassar, ces communes appartenant à la comarque de Llevant, et à l'ouest par les communes de Santa Margalida et Petra, ces deux dernières appartenant à la comarque de Pla de Mallorca.
Au XIXe siècle, Capdepera et Son Servera formaient, avec la commune d'Artà, la péninsule d'Arta, raison pour laquelle les grottes d'Artà (ca) sont aujourd'hui situées sur la commune de Capdepera.
Le torrent de Na Borges (ca), rivière de 40 km la plus longue de l'île de Majorque, forme la frontière occidentale d'Artà dans la localité de Son Serra de Marina, sur la commune de Santa Margarita.

### Localités

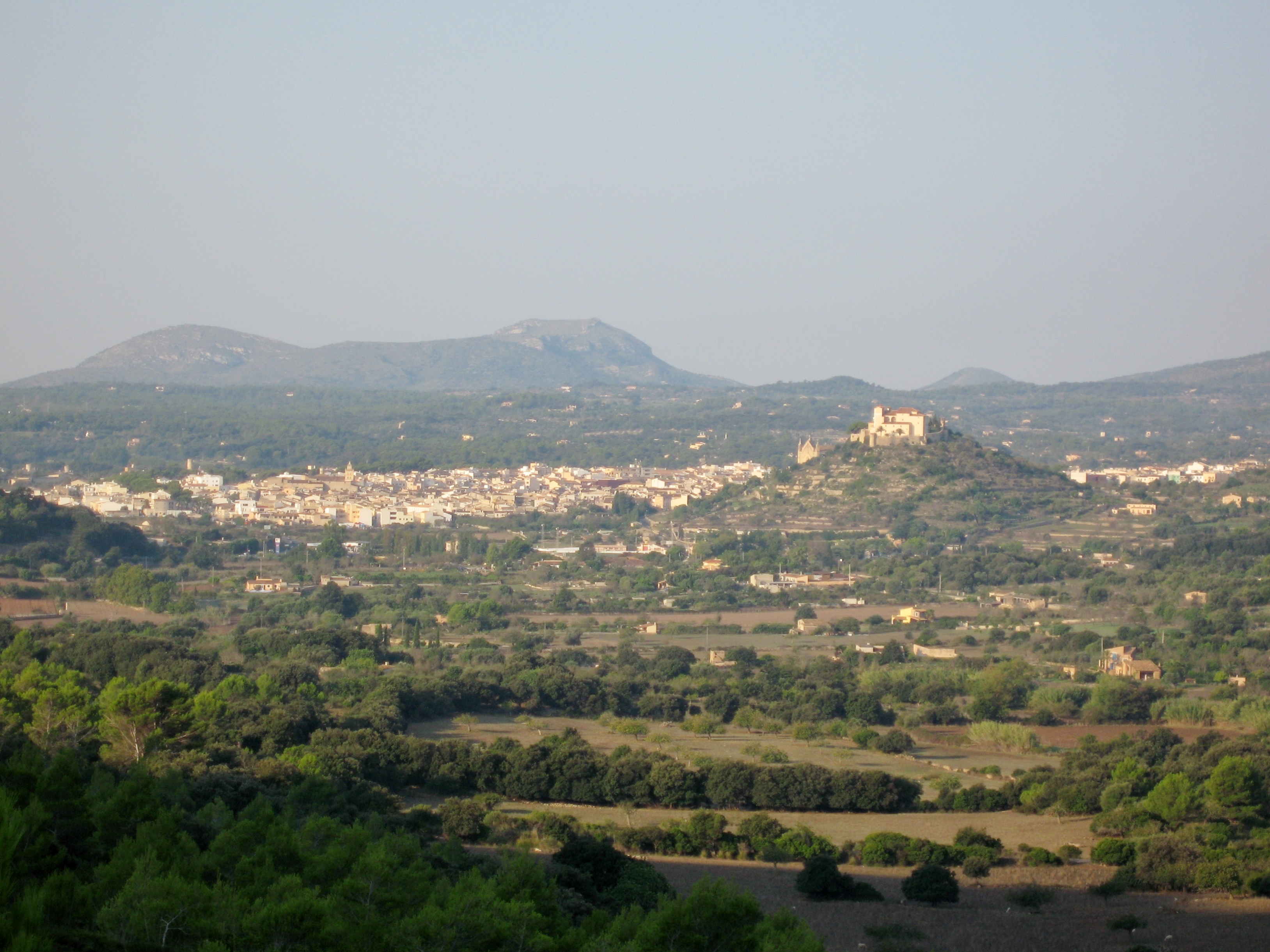
La localité d'Artà et la colline de Sant Salvador à droite.

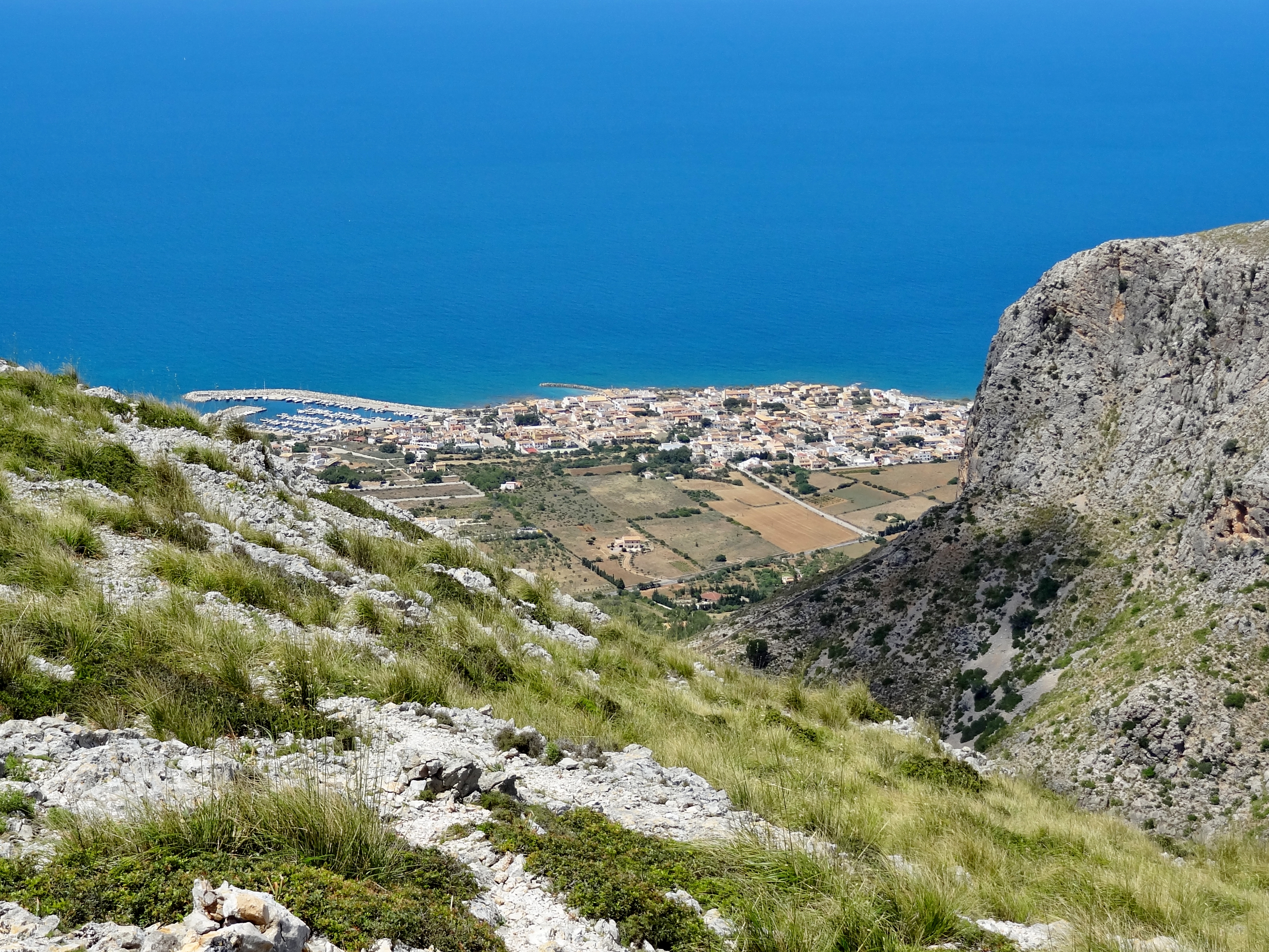
Colònia de San Pere depuis la chaîne de montagnes Les Serres de Llevant.

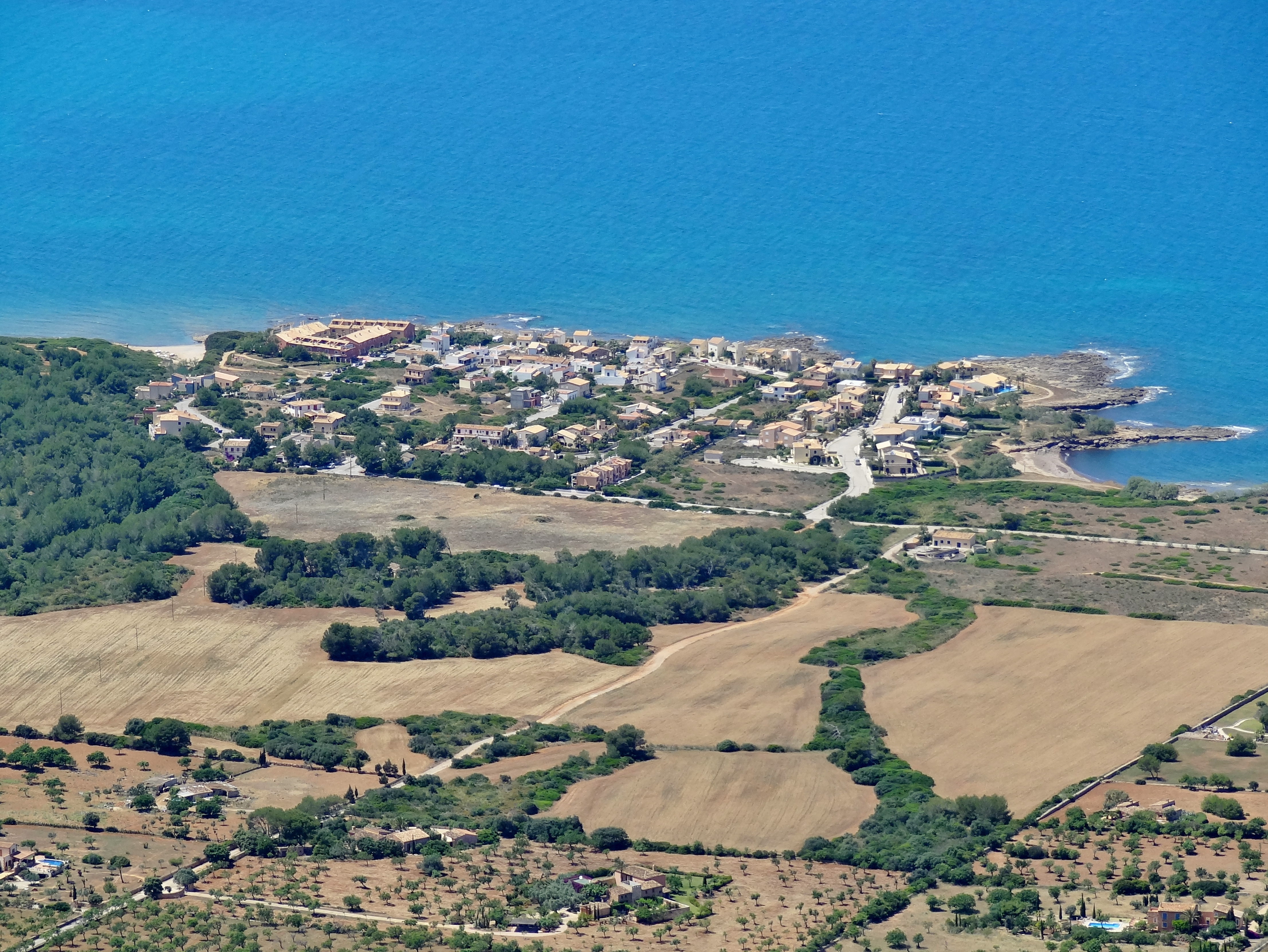
Vue de Urbanització s’Estanyol depuis la chaîne de montagnes Les Serres de Llevant.

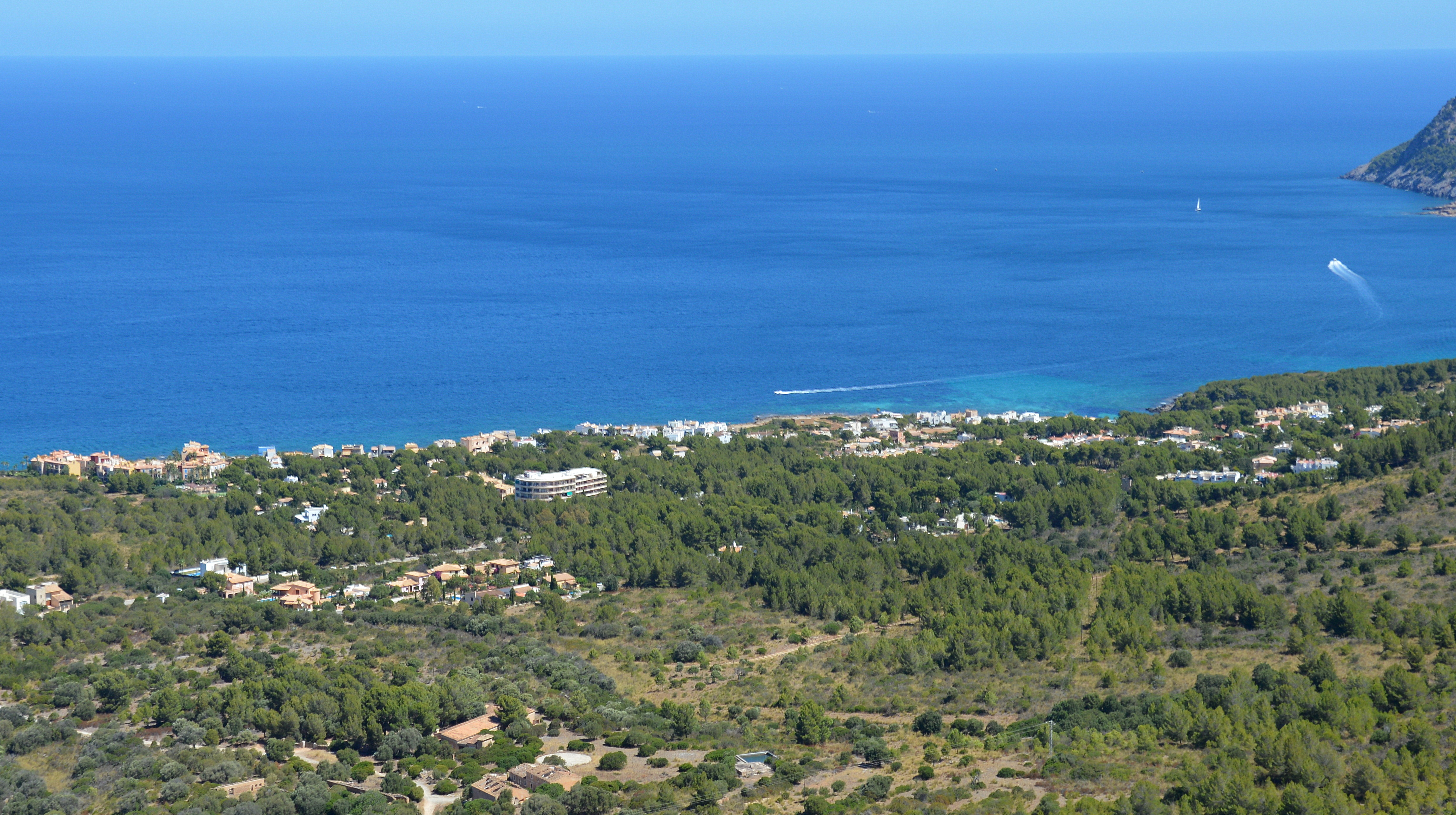
Vue de Betlem depuis la chaîne de montagnes Les Serres de Llevant.

#### Artà
Au centre d'une vaste vallée et au pied d'une colline, dans les terres à 8 km de la mer, se trouve la ville d'Artà, dominée par la forteresse de Sant Salvador enveloppant l'église de style gothique, ce qui confère au village, vu de loin, une silhouette de colline fortifiée dominant la campagne environnante. La vieille ville est dominée par des maisons d'habitation et les demeures des anciens maîtres des possessions (grands domaines de la municipalité).
Artà est la seule des six localités de la commune qui ne se trouve pas au bord de la mer, ce qui lui a permis d'échapper au tourisme de masse (absence de constructions modernes, absence d'extension immobilière massive en périphérie) et de conserver ses constructions traditionnelles. Par conséquent, les traditions restent presque intactes — comme les fêtes de Saint-Antoine accompagnées des démons et des feux de joie, comme l'artisanat et le travail de broderie ou de la palme, comme les produits locaux tels que la panada, la soubressade ou le rubiol (ca) — et contribuent à la conservation de l'atmosphère caractéristique des villages méditerranéens.

#### Colònia de Sant Pere
Cette colonie de repeuplement de la fin du XIXe siècle s'est agrandie de façon modérée. Aujourd'hui, c'est une zone résidentielle paisible située entre les montagnes et la mer et entourée de vignes et d'amandiers. L'essentiel de la population de la commune, hormis Artà, habite cette localité.

## Toponymie
Une théorie explique que le nom d'Artà correspondrait à un groupe du Maghreb berbère, les Ayt Iraten, qui aurait donné son nom à Artà, mais il s'agit d'une théorie peu convaincante.
Jusqu'au XVe siècle, la ville actuelle d'Artà s'appelait Almudaina (mot arabe signifiant « forteresse ») et le nom de Artà désignait tout le district.

## Histoire

### Préhistoire
Les sites archéologiques de la région d'Artà indiquent que l'occupation humaine du territoire a débuté dès l'Âge du bronze (S'Aigua Dolça) bien que la plupart des sites aujourd'hui encore visibles correspondent à l'époque talayotique (Puig Figuer, Ses Païsses, Sa Canova).

### Influence de Rome
La domination romaine a également laissé sa marque, en témoignent les vestiges du Musée régional d'Artà.

### Époque musulmane
Puis sous la domination musulmane, la péninsule artane est appelée Yartân (voir le chapitre Toponymie). À l'époque de la prédominance arabe est érigée la forteresse (Almudaina) sur la colline de la localité d'Artà, dans laquelle est édifiée une petite mosquée. Le district d'Artà comprend alors également les municipalités actuelles de Capdepera et Son Servera. La península d'Artà (Yartân), est un des treize districts de l'île de Majorque.

### Reconquête et ère chrétienne
Le 31 mars 1230, le dimanche des Rameaux, les derniers musulmans d'Artà se rendent aux catalans.
La naissance de la ville d'Artà est liée à l'arrivée des moines prémontrés qui, à la suite de la conquête catalane du XIIIe siècle, fondent le prieuré de Santa Maria de Bellpuig. Après la défaite des arabes, la mosquée de la colline d'Artà est remplacée par l'église chrétienne de Sant Salvador, mais les fortifications arabes sont conservées.
Les XVIe et XVIIIe siècles connaissent une augmentation significative de la population. Les activités agricoles sont prédominantes mais l'activité textile se développe de manière considérable.
En 1820, le peuple d'Artà subit les ravages de la peste bubonique qui fait 1 200 victimes.

## Économie

### Organisation agricole: latifundia etpossessiós
À partir du XVIe siècle, la région d'Artà s'organise sous une structure agraire de type latifundium dans laquelle de grands propriétaires terriens issus des familles nobles de l'île possédaient une bonne partie des terres de la commune sous forme de larges domaines agricoles appelés possessiós (es) (possessions), dans lesquels trônent de belles et riches demeures rurales et leurs dépendances (encore existantes aujourd'hui), symboles de fortune terrienne. Mais peu à peu a lieu la ségrégation des possessiós, c'est-à-dire un processus de morcellement partiel des grands domaines originaux en parcelles plus petites qui forment alors d'autres petits domaines indépendants. Mais contrairement à la divisiò des parcelles rustiques, la segregaciò a pour but affiché de maintenir, malgré le morcellement, la possesiò originale. À cette époque, on assiste à la ségrégation de Capdepera et de Son Servera.

Exemples de « possessiós » de l'île de Majorque (en dehors du territoire d'Artà)
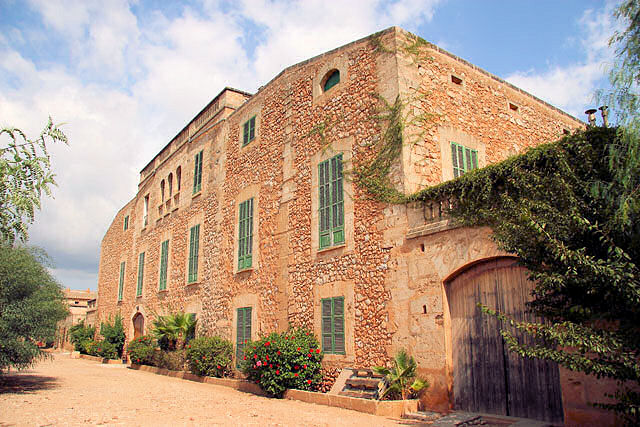
Demeure de la possessió Son Reus (Palma)
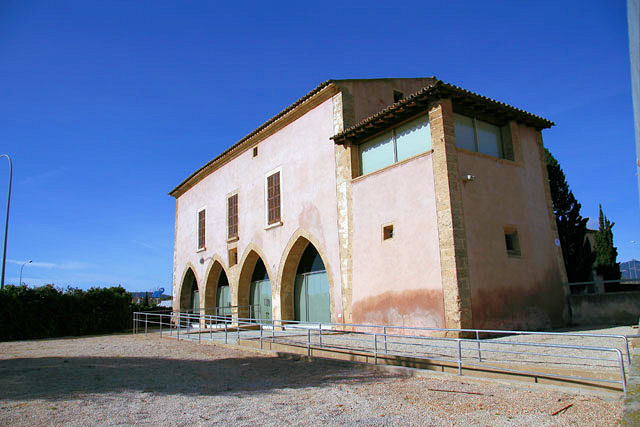
Demeure de la possessió Son Pardo (Palma)
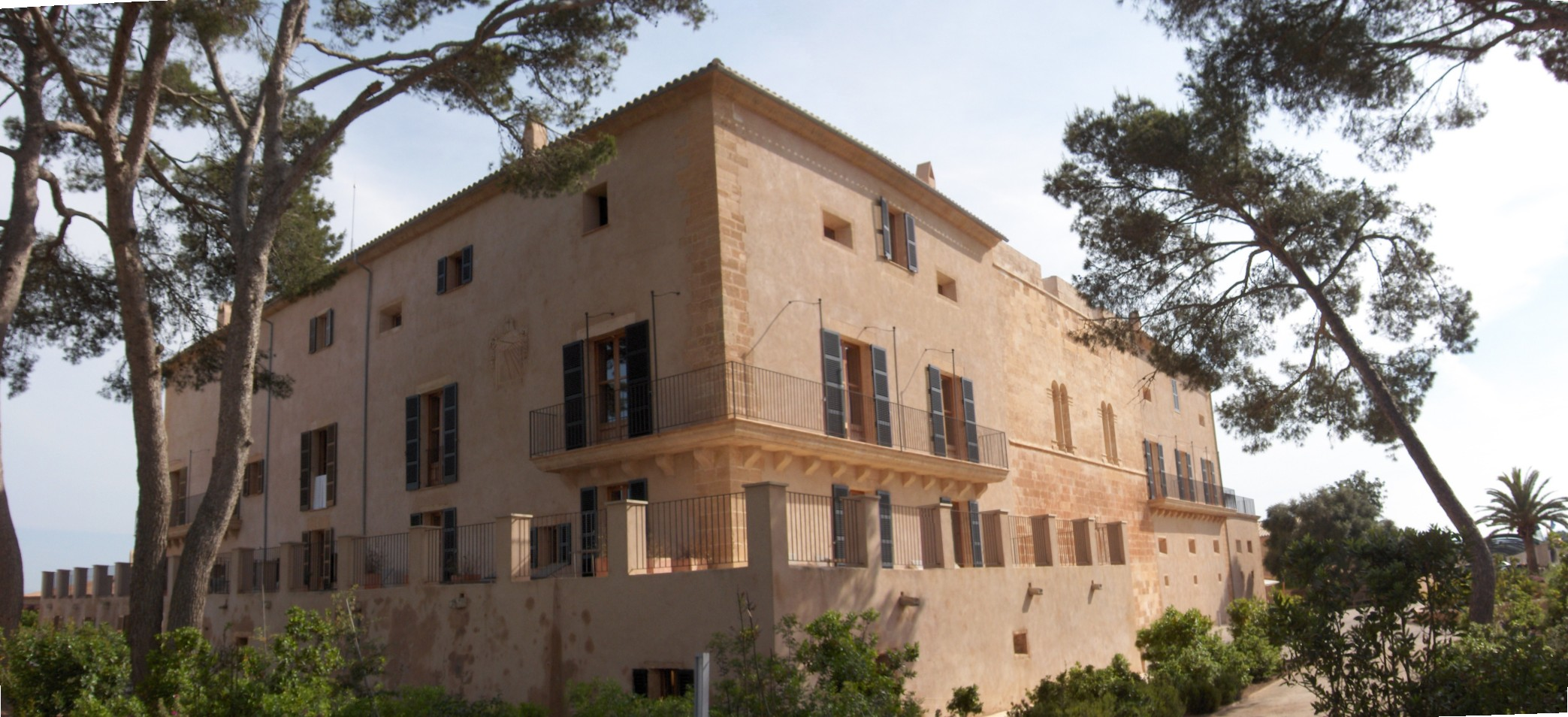
Demeure de la possessió de Sa Torre (Llucmajor)

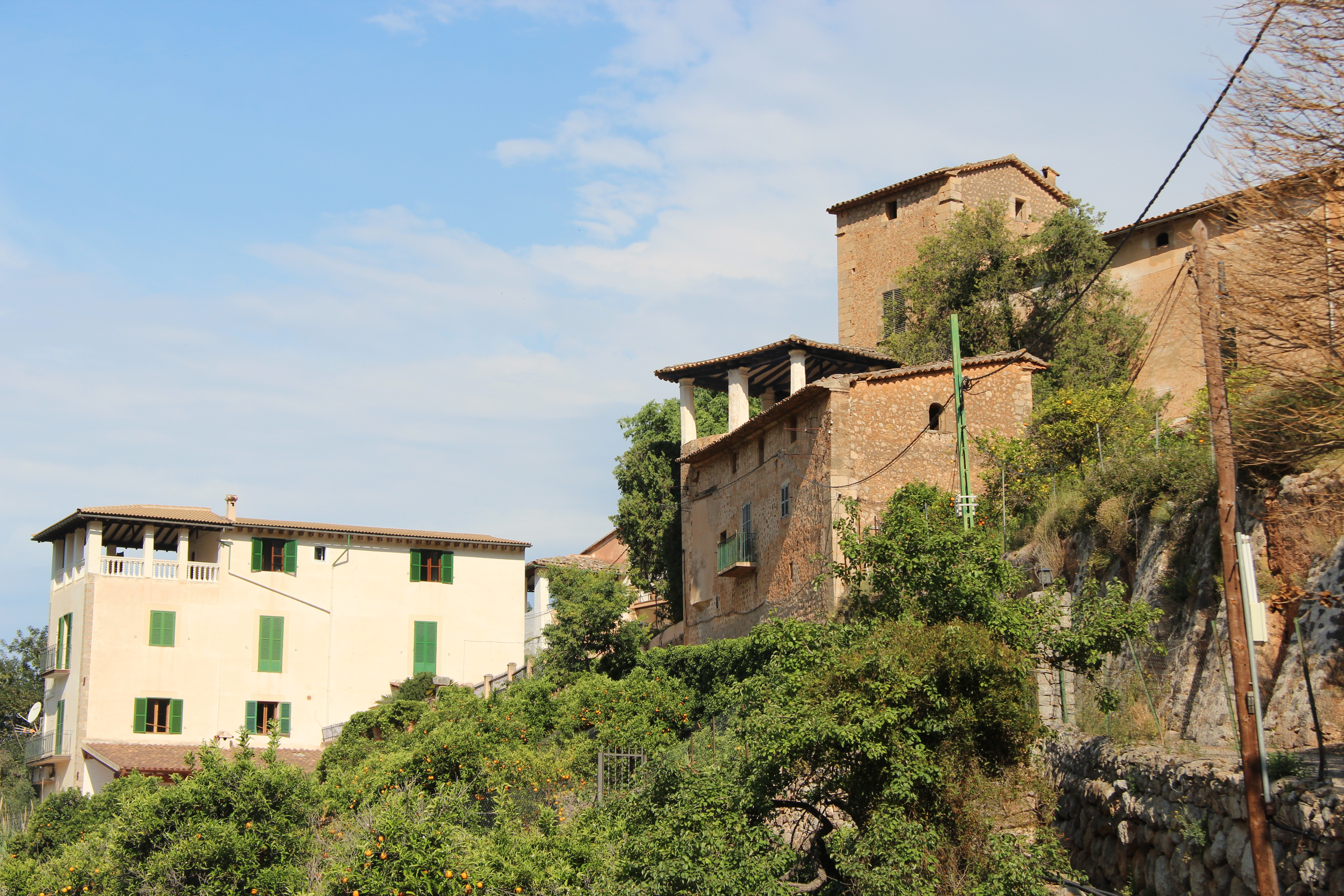
Demeure de la possessió de Binibassi (Sóller)
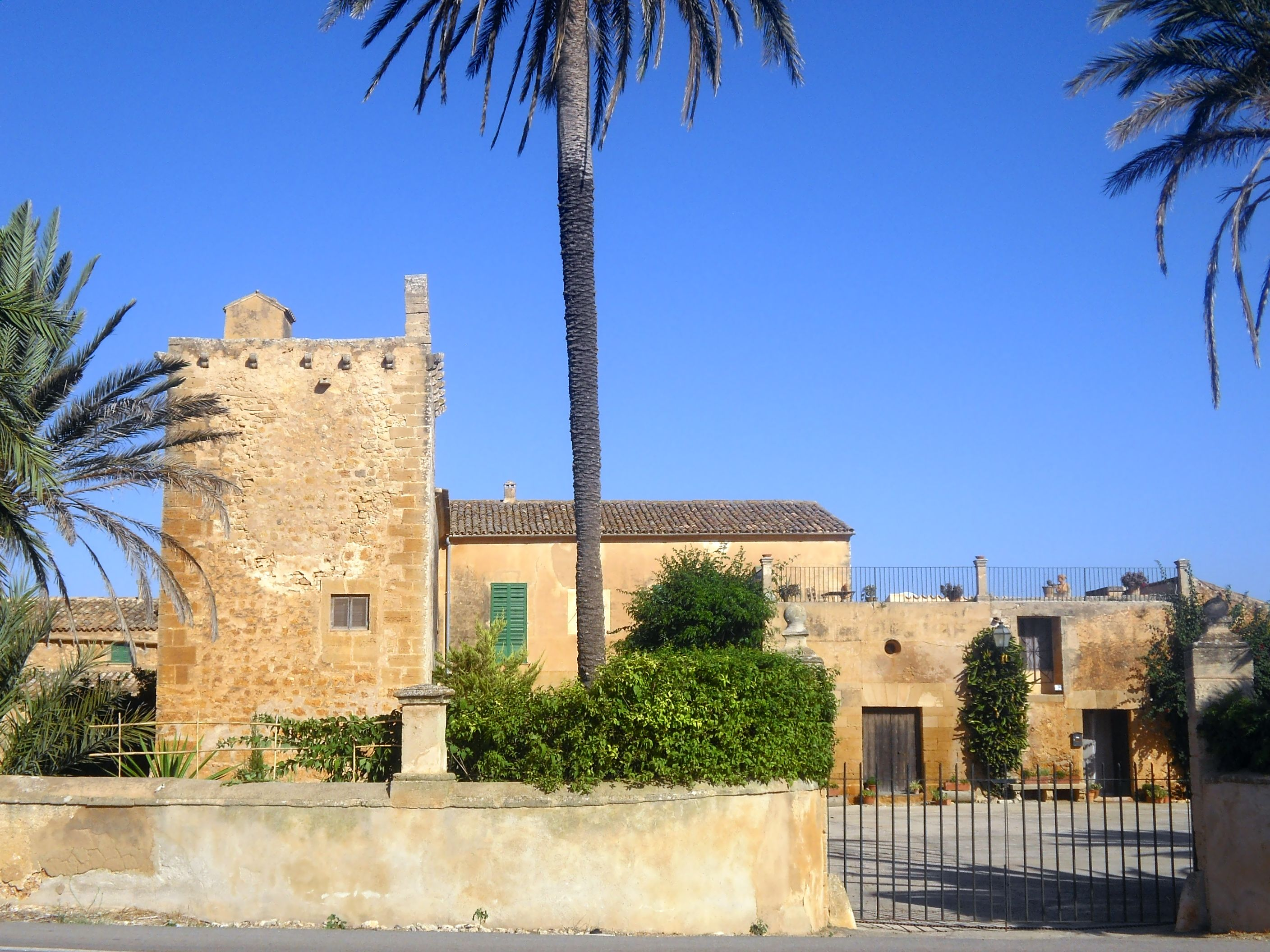
Demeure de la possessió San Catlar (Migjorn)
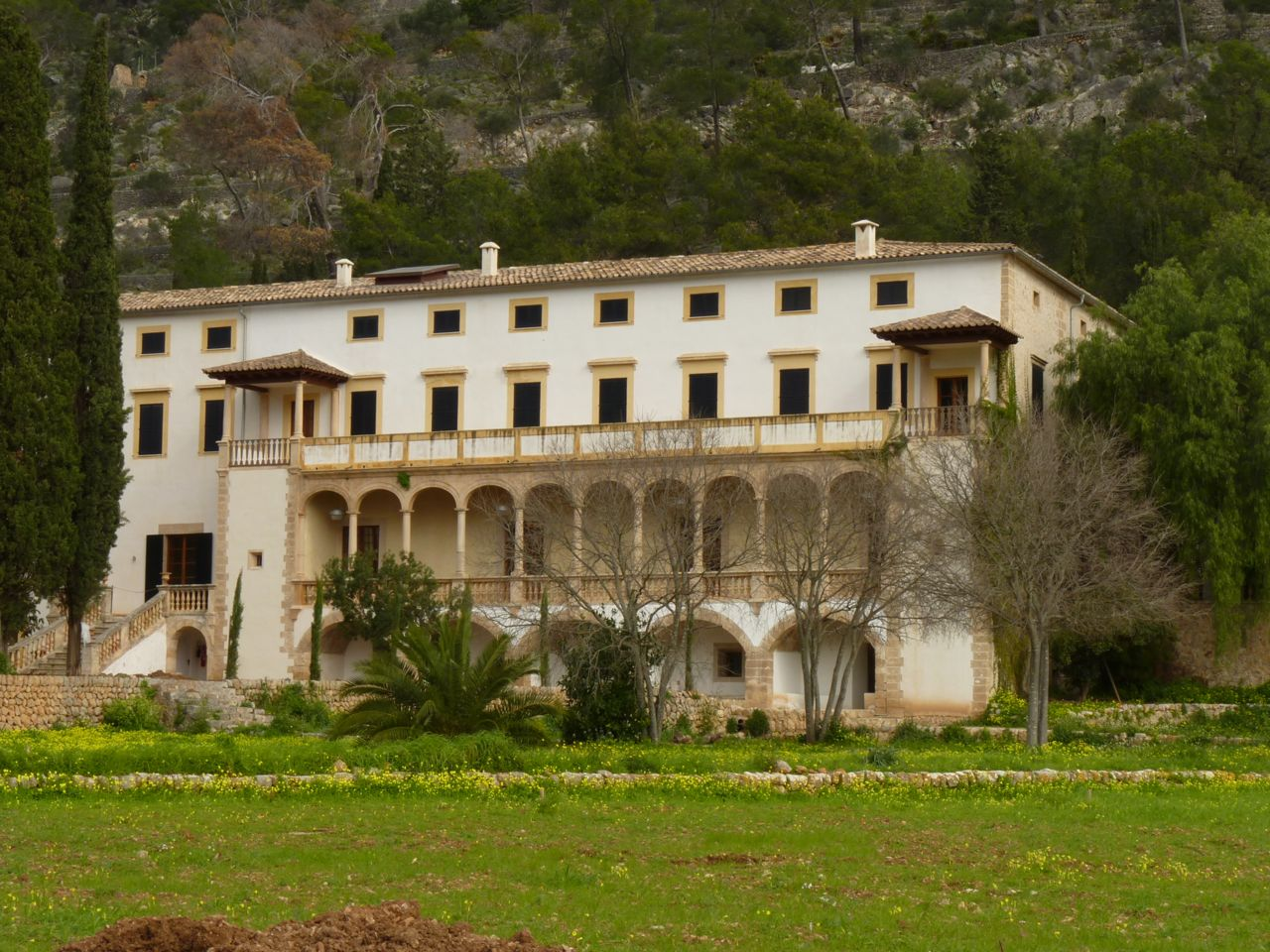
Demeure de la possessió de Raixa (Bunyola)
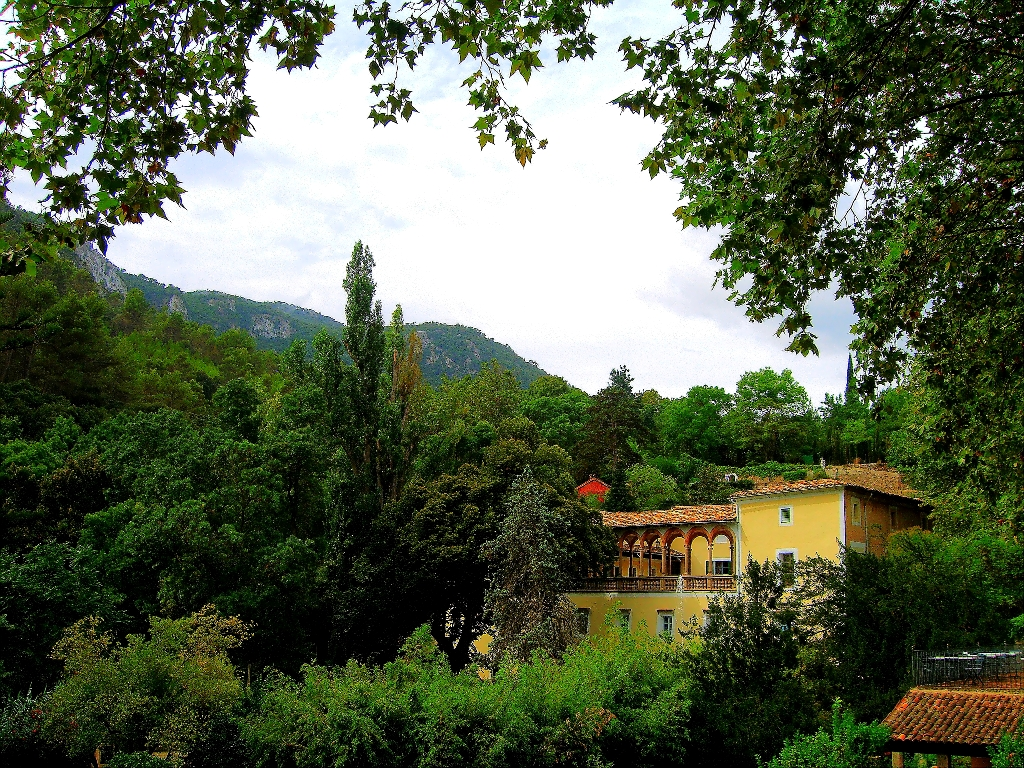
Demeure de la possessió de Sa Granja (Esporles)

En 1880, le morcellement des terres de la zone nord-occidentale de la possessió de « Ferrutx » donne lieu à la construction d'un petit noyau urbain appelé « Colònia de Sant Pere ». Il s'agit d'une colonie agricole qui, tout au long du XXe siècle a acquis une fonctionnalité touristique, sans pour autant perdre ses caractéristiques traditionnelles.
À la fin du XIXe siècle, l'exploitation et la manufacturation du palmier, qui employait surtout de la main d'œuvre féminine, rapportait un complément indispensable à la survie de nombreuses familles paysannes (familias payesas).

### Agriculture
L'île possède de nombreuses cultures d'arbres fruitiers (amandes, oranges, citrons, nèfles, etc.), de vigne et d'oliviers.

### Artisanat

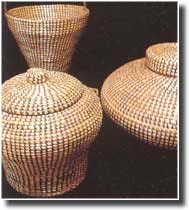
Paniers de Majorque en feuilles de palmier nain tressées

Artà conserve un certain nombre d'artisans traditionnels, comme des potiers, des boulangers et des tisserands, ainsi que des bijoutiers et des fabricants de vêtements.
Cependant, la tradition artisanale ancestrale la plus caractéristique de la région est le travail du palmier, constituant un art de vannerie appelé llatra en catalan. Traditionnellement assuré par les femmes par transmission familiale générationnelle, il consiste à confectionner des paniers à base de feuilles de palmiers nains indigènes de Majorque appelés garballós en catalan, en tressant de fines lames obtenues des feuilles séchées. Les sacs et paniers ainsi confectionnés, d'une grande résistance permettant de supporter de lourds poids, sont des produits très durables.
Les feuilles de garballó sont récoltées pendant les quinze premiers jours de juillet, à la suite de quoi elles sont séchées au soleil. Ce type de palmier, disparu dans de nombreuses parties de l'île de Majorque, reste très abondant sur la côte est, en particulier dans les municipalités de Capdepera et Artà, ce qui permet de perpétuer la tradition. Mais le nombre de plus en plus restreint de spécialistes qui pratiquent cet art met en danger sa pérennité. Le petit musée de la forteresse de Capdepera expose cet art ancestral et une belle collection de paniers confectionnés localement.

### Tourisme

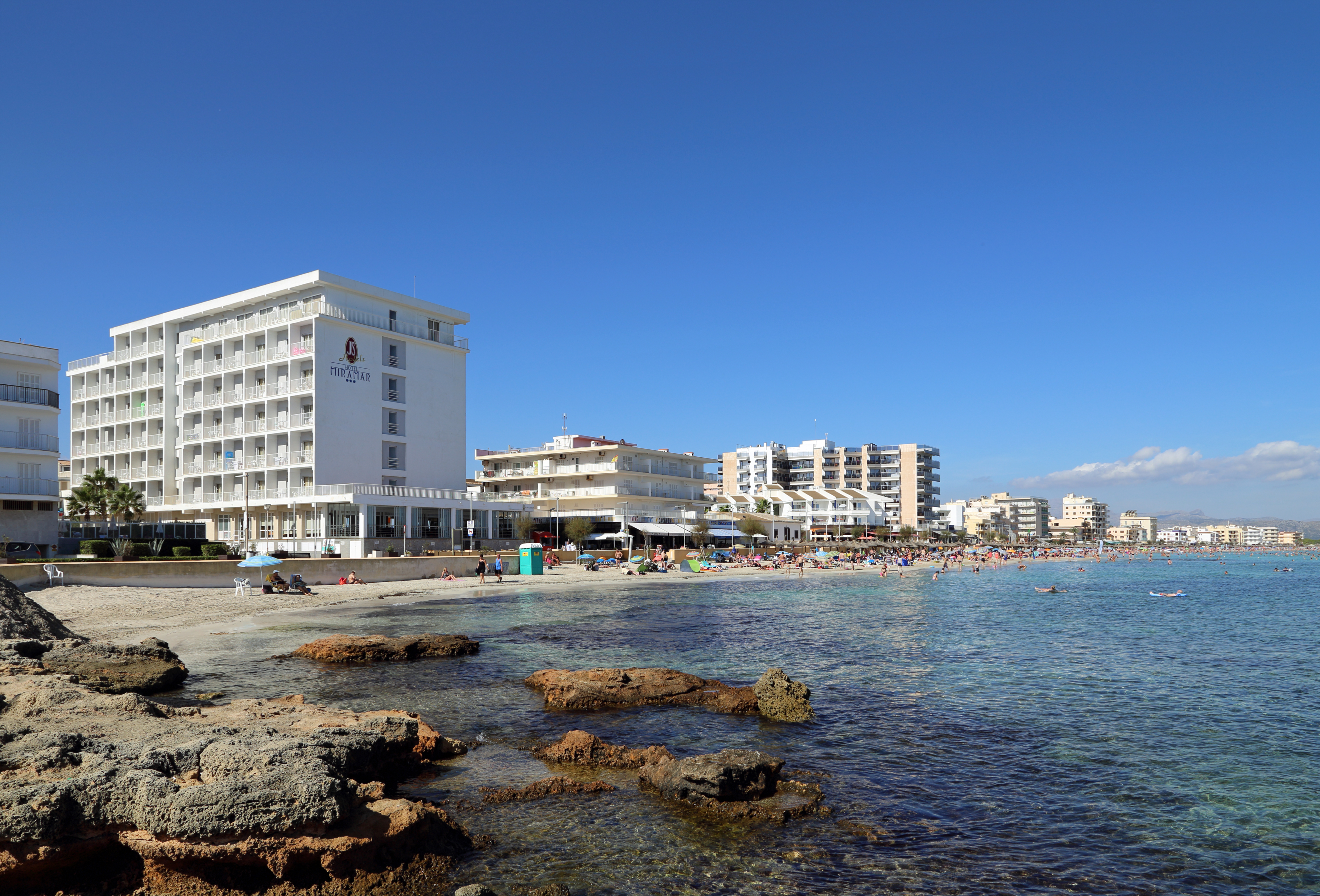
Immobilier de masse à Can Picafor

Le tourisme constitue à partir des années 1970 une des principales ressources de l'île de Majorque, de nombreux touristes étrangers investissent dans l'immobilier et l'industrie hôtelière se développe de manière massive. Certaines côtes sont fortement urbanisées au point de leur faire perdre leur aspect traditionnel et paysager (Porto Cristo, Portocolom, Can Picafort, Cala d'Or, etc), excepté dans la zone montagneuse de la Serra Tramuntana inadaptée à la construction. La région d'Artà, elle aussi située en zone montagneuse, est relativement épargnée de l'immobilier de masse.

## Démographie
Le recensement de 2008 donne la répartition suivante par localité :
| Population de la commune d'Artà | Population de la commune d'Artà |
| ------------------------------- | ------------------------------- |
| Localité                        | Population                      |
| Artà                            | 6 406                           |
| Colònia de Sant Pere            | 483                             |
| Montferrutx                     | 114                             |
| Betlem                          | 51                              |
| Sant Pere                       | 34                              |
| S’Estanyol                      | 25                              |
| Total                           | 7 113                           |

Le recensement de 2016 établit la population de la commune d'Artà (ensemble des 6 localités) à 7 448 habitants et la densité de population à 53,1 hab/km2.
En 2006, le nombre d'étrangers dans la commune d'Artà était de 890 (13,2 % de la population totale), dont 262 citoyens allemands (3,9 %).
| 1665  | 1770  | 1816 | 1817  | 1820  | 1837  | 1838  | 1844  | 1847  | 1852  | 1857  | 1860  | 1877  |
| ----- | ----- | ---- | ----- | ----- | ----- | ----- | ----- | ----- | ----- | ----- | ----- | ----- |
| 1.500 | 2.715 | 3415 | 3.409 | 2.359 | 3.740 | 3.746 | 4.050 | 4.265 | 4.312 | 4.514 | 4.634 | 5.143 |

| 1931  | 1997  | 1998  | 1999  | 2000  | 2001  | 2002  | 2003  | 2004  | 2005  | 2006  | 2008  | 2012  | 2016  |
| ----- | ----- | ----- | ----- | ----- | ----- | ----- | ----- | ----- | ----- | ----- | ----- | ----- | ----- |
| 5.841 | 5.971 | 5.936 | 6.065 | 6.140 | 6.228 | 6.305 | 6.578 | 6.524 | 6.649 | 6.730 | 6.406 | 7.629 | 7.448 |

## Patrimoine
Le patrimoine de la commune d'Artà comprend des édifices préhistoriques et divers monuments religieux (un monastère, un sanctuaire, une église et un couvent) :
| Vestiges néolithiques              | Vestiges néolithiques                        | Vestiges néolithiques | Vestiges néolithiques              | Vestiges néolithiques                                       |
| ---------------------------------- | -------------------------------------------- | --- | ---------------------------------- | ----------------------------------------------------------- |
| Nom et noms alternatifs            | Fonction                                     | Emplacement | Photo                              | Coordonnées                                                 |
| Village talayotique de Ses Païsses | Village néolithique de l'âge de bronze.      | Limite sud de la localité d'Artà | Village talayotique de Ses Païsses | 39° 41′ 14″ N, 3° 21′ 13″ E                                 |
| Talayots de Sa Canova              | 2 talayots (1 circulaire et 1 rectangulaire) | Propriété de Sa Canova de Morell, au sud de Montferrutx, près de la route d'accès au village (Ma-3331)                                                  | Talayot de Sa Cova des Xot         | 39° 42′ 48,5″ N, 3° 15′ 45,9″ E 39° 42′ 39″ N, 3° 15′ 50″ E |
| Dolmen de S'Aigua Dolça            | Dolmen daté de 1800 av. J.-C.                | Entre Colònia de Sant Pere et Betlèm, à 30 mètres de la côte                                                                                            |                                    | 39° 45′ 00″ N, 3° 18′ 12″ E                                 |
| Talayot del Puig Figuer            | Talayot circulaire.                          | Dans les hauteurs de la montagne surplombant Betlem, à 500 m du Puig Figuer, à 2 km à l'est de La Ermita de Betlem, et à 2 km au sud de la Talaia Freda |                                    | 39° 44′ 04″ N, 3° 20′ 11″ E                                 |

| Monuments défensifs et militaires                                                                               | Monuments défensifs et militaires | Monuments défensifs et militaires                             | Monuments défensifs et militaires | Monuments défensifs et militaires |
| --- | --- | ------------------------------------------------------------- | --------------------------------- | --------------------------------- |
| Nom et noms alternatifs                                                                                         | Fonction | Emplacement                                                   | Photo                             | Coordonnées                       |
| Almudaina d’Artà (de) ou S’Almudaina d’Artà                                                                     | Enceinte fortifiée arabe du XIIIe siècle (qui enveloppe le sanctuaire de San Salvador (église))                                                       | Colline Puig de Sant Salvador au-dessus de la localité d'Artà |                                   | 39° 41′ 47″ N, 3° 21′ 13″ E       |
| Torre d'Albarca (de) ou Torre d'Aubarca ou Torre des Matzoc                                                     | Tour de guet défensive contre la piraterie construite en 1751. Le chemin qui longe cette côté s'appelle Camí dels Carabiners (Chemin des Carabiniers) | Cap de Morro d'Aubarca                                        |                                   | 39° 45′ 48″ N, 3° 24′ 13″ E       |
| Torre de Sa Talaia Moreia (de) ou Torre de Son Morei ou Torre des Puig de Son Morei ou Torre des Cap de Farrutx | Tour de guet défensive construite en 1580 ou 1604 selon les sources                                                                                   | Cap Ferrutx                                                   |                                   | 39° 46′ 50″ N, 3° 20′ 59″ E       |

| Monuments religieux                                                                                            | Monuments religieux | Monuments religieux | Monuments religieux | Monuments religieux         |
| --- | --- | --- | ------------------- | --------------------------- |
| Nom et noms alternatifs                                                                                        | Fonction | Emplacement | Photo               | Coordonnées                 |
| Église de la Transfiguration du Seigneur (de)                                                                  | Église chrétienne, point de départ d'un chemin de croix constitué d'un long escalier jusqu'au Sanctuaire de Sant Salvador | Colline Puig de Sant Salvador au-dessus de la localité d'Artà                                                                 |                     | 39° 41′ 44″ N, 3° 21′ 09″ E |
| Sanctuaire de Sant Salvador                                                                                    | Église chrétienne, fortifiée par la almudaina                                                                             | Colline Puig de Sant Salvador au-dessus de la localité d'Artà                                                                 |                     | 39° 41′ 47″ N, 3° 21′ 13″ E |
| Chemin de Croix depuis l'église Tranfiguració del Senyor jusqu'à l'église Sant Salvador                        | Large escalier empierré de 180 marches                                                                                    | Colline Puig de Sant Salvador au-dessus de la localité d'Artà                                                                 |                     | 39° 41′ 45″ N, 3° 21′ 11″ E |
| Monastère de Santa María de Bellpuig ou Monestir de Santa Maria de Bellpuig (en catalan) ou Ermita de Bellpuig | Église et ruines | 2 km au sud-ouest de la localité d'Artà, dans la plaine                                                                       |                     | 39° 40′ 40″ N, 3° 20′ 32″ E |
| Ermitage de Bethléem (Ermita de Betlem (ca))                                                                   | Ancien monastère | Lieu isolé dans la montagne d'Artà, dans les hauteurs entre Colònia de Sant Pere et Betlem, accessible par une route sinueuse |                     | 39° 44′ 14″ N, 3° 18′ 41″ E |

| Maisons remarquables                | Maisons remarquables | Maisons remarquables | Maisons remarquables | Maisons remarquables        |
| ----------------------------------- | --- | --- | -------------------- | --------------------------- |
| Nom et noms alternatifs             | Fonction | Emplacement | Photo                | Coordonnées                 |
| Ajuntament et Museu Regional d'Artà | Mairie (à gauche) et Musée régional d'Artà (à droite) | Plaça de l'Ajuntament (Place de la Mairie), place principale de la localité d'Artà                                                  |                      | 39° 41′ 41″ N, 3° 21′ 03″ E |
| Na Batlessa (ca)                    | Maison seigneuriale construite entre 1898 et 1900 par des émigrants revenus à Artà après avoir fait fortune. Aujourd'hui, elle abrite la bibliothèque municipale | Centre-ville de la localité d'Artà, au 1 Carrer de Ciutat                                                                           |                      | 39° 41′ 35″ N, 3° 21′ 01″ E |
| Can Cardaix (de)                    | Maison seigneuriale | Centre-ville de la localité d'Artà, au coin du 14, Carrer de Rafael Blanes et de la Plaça de l'Ajuntament                           |                      | 39° 41′ 42″ N, 3° 21′ 03″ E |
| Can Sureda (ca)                     | Maison seigneuriale | Centre-ville de la localité d'Artà, au coin du Carrer d'Antoni Blanes Joan et du Carrer de Rafel Blanes                             |                      | 39° 41′ 40″ N, 3° 21′ 05″ E |
| Posada dels Olors (de)              | Maison seigneuriale, résidence de la famille Font dels Olors, construite au XVIIe siècle                                                                         | Centre-ville d'Artà, à 150 m à l'ouest de l'église de la Transfiguració del Senyor. Aujourd'hui, elle abrite une maison de retraite |                      | 39° 41′ 45″ N, 3° 21′ 02″ E |

| Rue remarquable                                                  | Rue remarquable           | Rue remarquable | Rue remarquable | Rue remarquable             |
| ---------------------------------------------------------------- | ------------------------- | --- | --------------- | --------------------------- |
| Nom et noms alternatifs                                          | Fonction                  | Emplacement | Photo           | Coordonnées                 |
| Carrer d'es Mal Lloc ou Carrer del Mal Loc (Rue du mauvais lieu) | Rue piétonne en escaliers | Centre-ville de la localité d'Artà, entre l'église Transfiguraciò des Senyor et Carrer de s'Abeurador (Rue de l'Abreuvoir) |                 | 39° 41′ 45″ N, 3° 21′ 02″ E |

Voir aussi la Liste complète des monuments d'Artà (es)

## Culture

### Musée

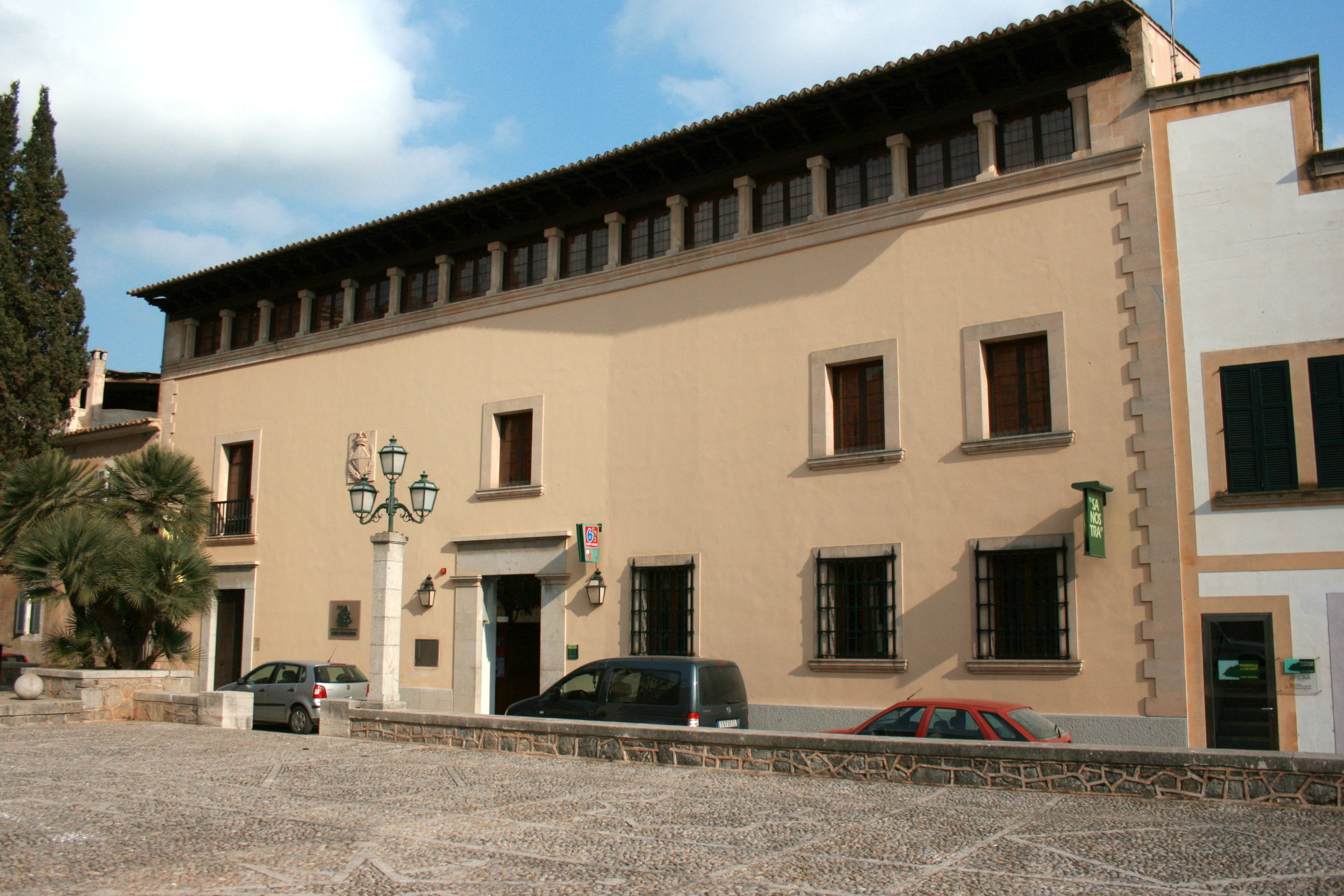
Musée régional d'Artà, Plaça del Ayuntament, Artà.

- Musée régional d'Artà : situé sur la place de la mairie, il est fondé en 1927 à l'initiative d'un groupe d'érudits artanais intéressés par l'histoire, l'archéologie et la culture de leur terre.
La collection comporte des pièces archéologiques des périodes pré-talayotique et talayotique, des vestiges des anciennes civilisations méditerranéennes punique et romaine ainsi qu'une collection d'oiseaux. Le niveau inférieur accueille une bibliothèque.

### Fêtes locales
Artà conserve, contrairement à d'autres communes de l'île de Majorque fortement marquées par le développement touristique et immobilier de masse, de nombreuses fêtes et traditions :
- Les Rois mages d'Orient, le 5 janvier, fête d'hiver. Lors de la fête, les Rois mages d'Orient visitent le village d'Artà le soir et distribuent des cadeaux.

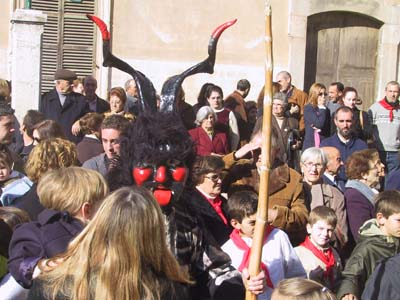
Un démon de la fête de Sant Antoni.

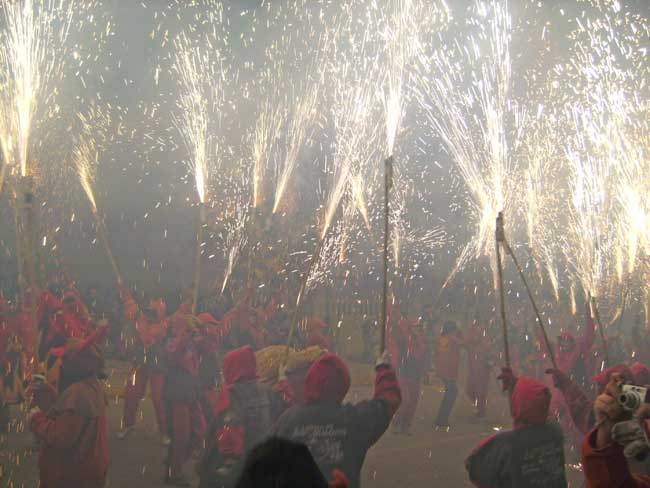
Un correfoc catalan (feu d'artifice).

- La festa de Sant Antoni (la fête de Sant Antoni) : les 16 et 17 janvier[10], fête d'hiver. Données en l'honneur d'Antoine le Grand et également célébrées dans d'autres localités des îles Baléares et de Catalogne, ce sont les fêtes les plus appréciées des artanais qui s'y rassemblent en masse.
Cette festivité, organisée par la Obreria Sant Antoni, est composée de trois personnes qui changent tous les ans, dont un obrero (ouvrier) qui dirige la fête. Elle est basée sur le thème des démons (dimonis). Le matin du 16 janvier, ceux-ci sortent de la maison de l’obrero principal, sillonnent le village en dansant, accompagnés par un orchestre, et diffusant durant toute la journée l'esprit de la fête à chaque coin du village, les habitants participant massivement à l'événement. Au coucher du soleil, les démons sortent une deuxième fois de la maison de l'obrero pour se diriger vers la chapelle paroissiale de Sant Antoni où est célébrée une petite cérémonie religieuse appelée les completes. Après la messe, les démons, accompagnés par l’orchestre et une grande foule, descendent dans la rue. On allume alors des feux de joie appelés correfocs (« les feux qui courent »), une tradition catalane de feux d'artifice, et on chante des chansons typiques lors d'un repas collectif.
La fête se termine le 17 janvier au matin, avec une chevauchée et le « chant de l’Argument » (l'Argument).

- Carnestoltes (les derniers jours de Carnaval), fête d'hiver. Les derniers jours de Carnaval sont l'occasion d'une importante participation populaire, non seulement les jours les plus importants, mardi et jeudi gras (dijous et dimarts llarder), mais une fois terminée la fête de San Antonio, il y a une longue pause où les gens se rassemblent pour chanter, au son de la zambomba, leurs chansons folkloriques des derniers jours du carême qui se terminent par les ruas traditionnels (défilés)[10].

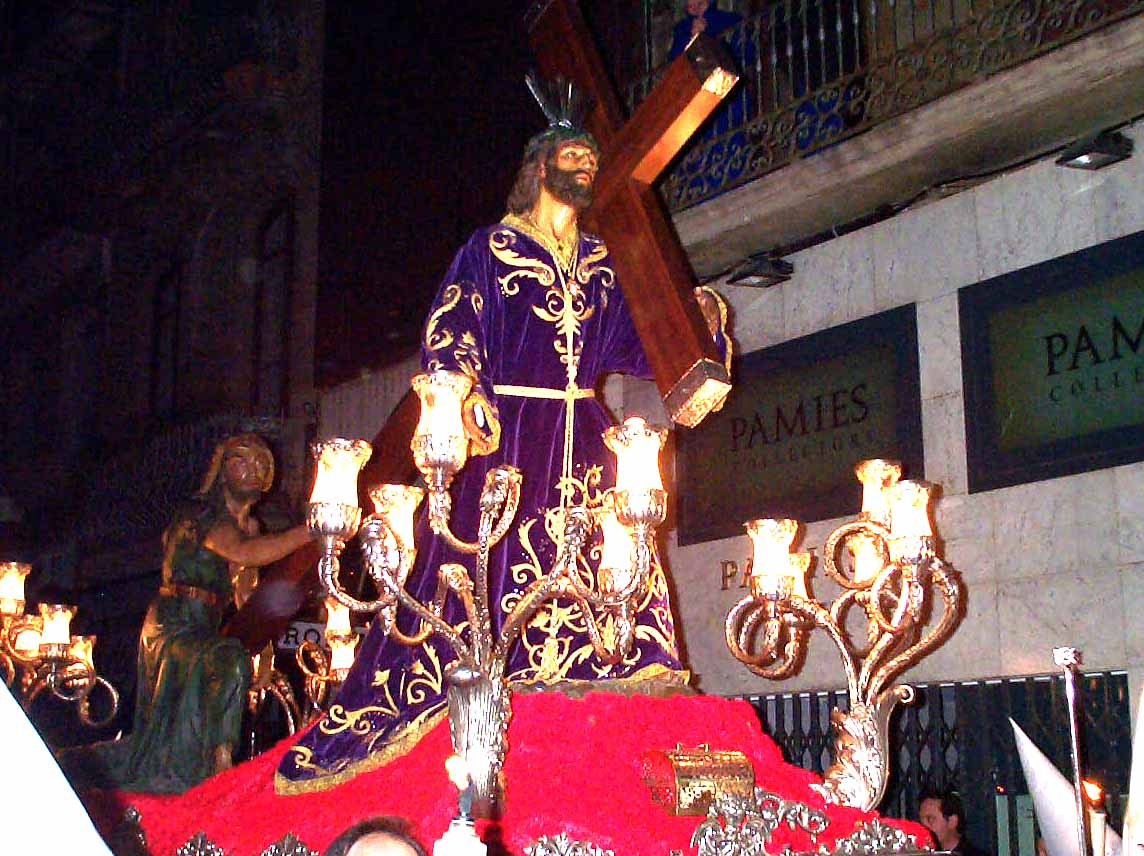
Procession silencieuse du jeudi saint, à Reus en Catalogne.

- Setmana Santa (Semaine Sainte, Pâques), fête de fin d'hiver. 
  - Dijous Sant (Jeudi Saint), Sa Processó (la procession). La procession des confréries de pénitents (confraries de carepunats en catalan) effectuée dans un mutisme absolu seulement rompu par le rythme des tambours, avance par étapes représentant quelques-uns des épisodes les plus importants de la Passion du Christ[11].
  - Divendres Sant (Vendredi Saint), S'Endavallament (la descente de la croix). L'acte le plus notable est la descente du Christ de la croix et son inhumation. La cérémonie fait l'objet d'une liturgie populaire célébrée le Vendredi Saint au sanctuaire de Sant Salvador. La présence de nombreux centurions en costumes d'époque, joués par les villageois-acteurs, l'éclairage de la muraille de la forteresse de Sant Salvador avec des torches de résine, la mise en scène et la musique, contribuent à la dramaturgie de la scène[10]. Le corps sans vie de Jésus est descendu de la croix, confié à Nicodème, Joseph d'Arimathie, finit dans les bras de la Vierge Marie. Commence alors une procession somptueuse qui porte le corps mort du Christ dans une urne en verre depuis l'église Sant Salvador vers le sanctuaire de l'église de la Transfiguration du Seigneur (chemin de croix descendant)[11].
  - Pasqua (Pâques), S'Encontre (la rencontre). Le jour de Pâques à 9 heures du matin, a lieu l'encontre sur la place de la mairie. Deux groupes de villageois promènent à travers la ville, pour l'un la statue de la Vierge Marie, pour l'autre la statue du Christ. Cette scénification des retrouvailles entre Marie et son fils Jésus ressuscité suppose le retour de la joie après le Carême et la Semaine Sainte[11].

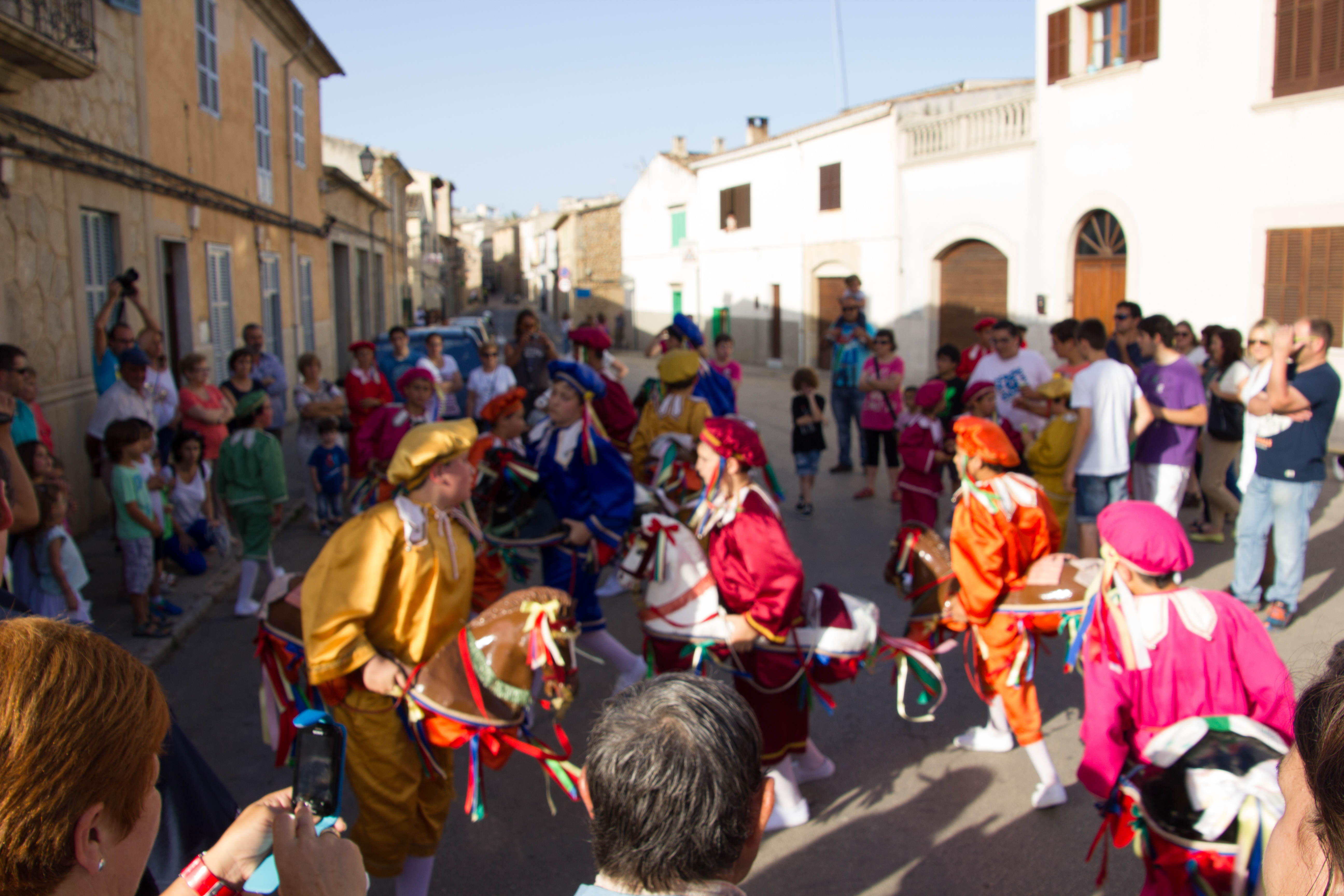
Cavallets d'Artà

- Festa de San Antoni de Padua (fête de Saint Antoine de Padoue) ou Festas de los Albercocs (Albaricoques en espagnol, « Fête des Abricots »), semaine du 13 juin, fête d'été. Cette fête offre en spectacle les traditionnels cavallets (caballitos en espagnol, « petits chevaux»), où des groupes d'enfants sont vêtus de costumes colorés et équipés de petits chevaux portables. Les cavallets comptent deux chevaux noirs, deux rouges et un blanc qui est celui de la "dame" exécutent sous la direction de la Dame des danses anciennes aux mouvements coordonnés appelées Indis, Moretons, Nans, la Balenguera, Sant Joan Pelós, Cossiers, la Marxa, accompagnées par des instruments et de la musique traditionnelle de Majorque[12].
Les personnages des cavallets et les danses qu'ils exécutent sont probablement originaires de Catalogne, mais sont d'origine ancienne difficile à éclaircir. Au XVe siècle, ils faisaient déjà partie du culte ecclésiastique et des processions, en particulier la Procession du Corpus.
L'après-midi de la veillée de la fête, un carrosse décoré de fleurs et de lumières en honneur à Saint Antoine de Padoue. Un enfant déguisé en Saint Antoine couronne le carrosse avec à ses pieds d'autres enfants déguisés en anges. À cause de l'éviction des moines en 1835, la fête entra en décadence. Mais en 1897, le Troisième Ordre Religieux s'installa à nouveau dans le village. À la fin du XXe siècle et au début du XIXe siècle, très probablement en 1901, les frères de cet ordre instituèrent le carrosse pour que la fête retrouve sa splendeur perdue[13].

- Festas patronales de Sant Salvador (fêtes patronales de Sant Salvador), première Semaine d'août, clôture le 7. Le programme des événements est varié et populaire : activités ludiques, sportives et culturelles : mâts de cocagne, bals, concerts, courses de bicyclette, courses de chevaux, expositions, théâtre, feux d'artifice ... Les événements les plus populaires sont les trois bals qui ont lieu sur la plaça del Conqueridor, qui durent pratiquement jusqu'au lever du jour[14].

## Personnalités

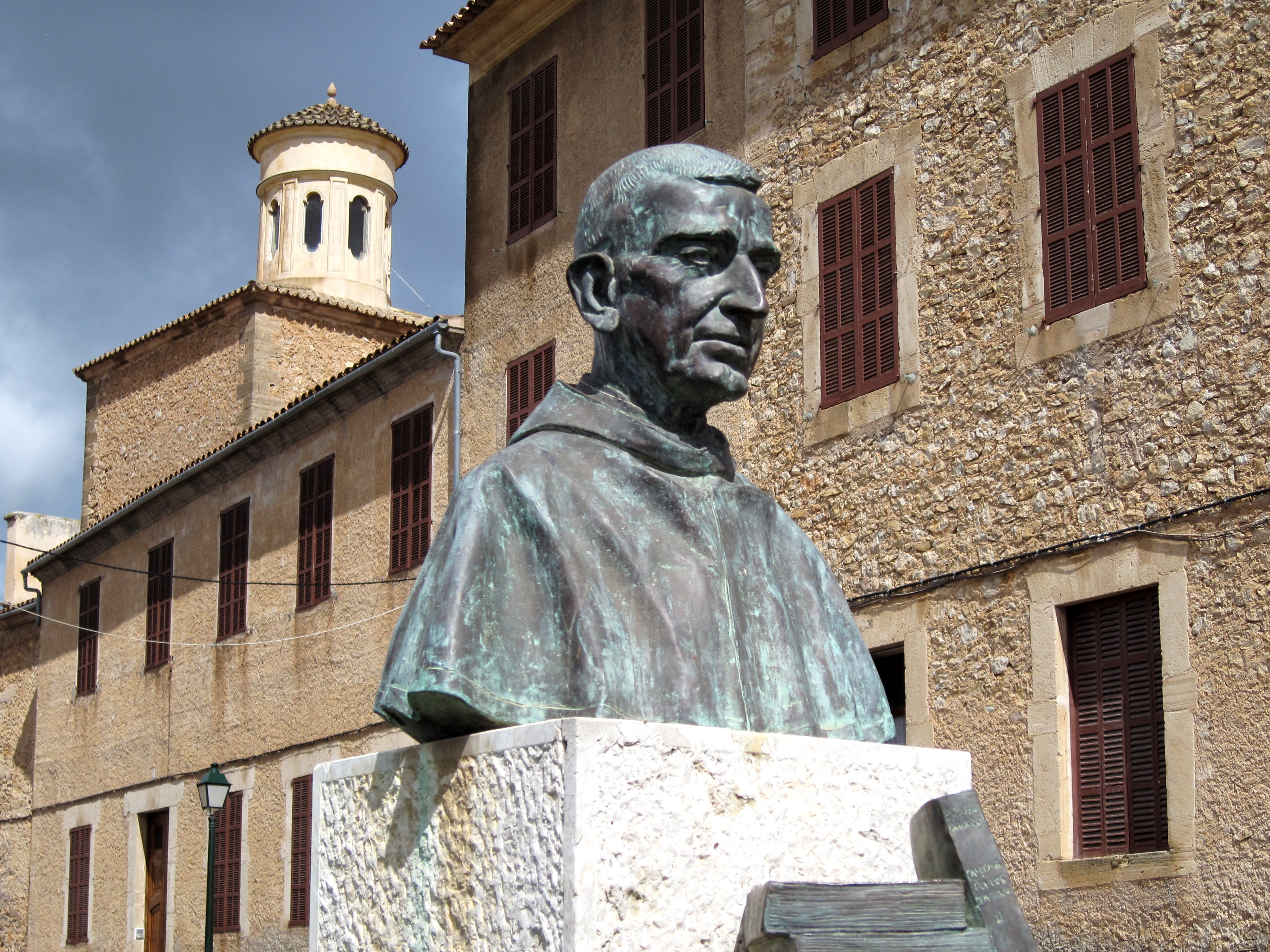
Buste de Rafael Ginard i Bauça, place Pare Rafael Girard i Bauça.

- Antonio de Literes ou Antonio Literes ou Antoni Lliteres, né à Artà (1673-1747), compositeur de zarzuela espagnol.
- Rafael Ginard i Bauçà (ca), né à Artà (1899-1976), poète et folkloriste, spécialiste des traditions majorquines.
- Miguel Alzamora ou Miquel Alzamora, né à Artà (1974-), coureur cycliste espagnol.
- Sergi Darder Moll dit Sergi Darder ou Darder, né à Artà (1993-), footballeur espagnol.
- Enric Mas, né à Artà (1995-), coureur cycliste espagnol.